# Saison 2010 de Sébastien Loeb en sport automobile
2009 2011
Pour la dernière apparition de moteurs 2 L Turbo en catégorie reine, Sébastien Loeb remporte en 2010 un septième titre mondial consécutif dans le championnat WRC, le dernier au volant de la Citroën C4. Arborant à son actif douze podiums sur les treize manches de la saison, il échappe aux coups du sort ayant caractérisés sa saison précédente et retrouve la régularité qui lui avait fait défaut, seul le handicap du balayage sur les épreuves terre perdurant. Avec la refonte du barème de points permettant de mettre davantage en valeur les victoires, il décroche sa nouvelle couronne à deux manches de la clôture sur un écart de points record par rapport à son dauphin Jari-Matti Latvala. Aux côtés de ses coéquipiers Dani Sordo et Sébastien Ogier, il participe également à la conquête du sixième titre Constructeurs de la marque aux chevrons. Il poursuit enfin ses piges annuelles en GT lorsque son agenda le lui permet et achève son année sportive en accédant pour la septième fois à la finale individuelle de la Course des Champions en autant de participations.

## Championnat du monde des rallyes

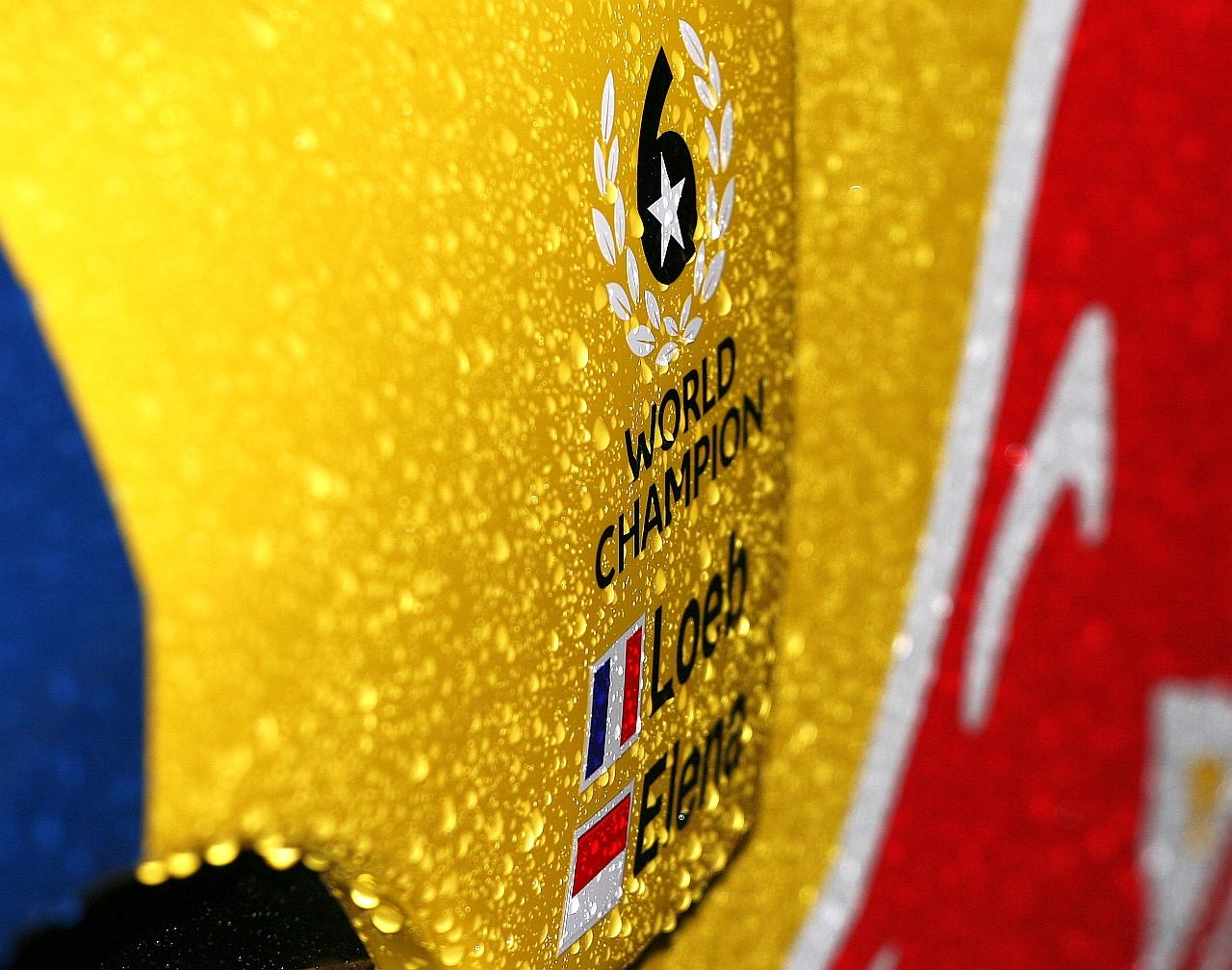
Sébastien Loeb est sixtuple champion du monde en titre au coup d'envoi de la saison 2010.

Avec la fin programmée des moteurs 2 L Turbo à compter de la saison 2011, le championnat WRC s’apprête à tourner une page importante de son Histoire en revenant sur une norme inchangée depuis 1987 et la fin des Groupes B. La totalité des voitures engagées en catégorie reine par les différents constructeurs vivent ainsi leurs dernières péripéties mondiales, à commencer par la Citroën C4 WRC de Sébastien Loeb. Désormais sixtuple champion du monde en titre, l'Alsacien poursuit son aventure avec la branche sportive de la marque aux chevrons dans un cadre resté inchangé depuis 2007. L'Espagnol Dani Sordo se retrouve ainsi maintenu dans son rôle de coéquipier tandis qu'en l'absence de nouvel arrivant chez les constructeurs, Ford demeure le principal adversaire avec ses deux pilotes finlandais Mikko Hirvonen et Jari-Matti Latvala. Bien que débutant dans la discipline, le champion du monde de Formule 1 Kimi Räikkönen retient l'attention de nombreux observateurs avec son débarquement au sein de l'équipe satellite de Citroën Racing faisant suite à son éviction de la Scuderia Ferrari. Le calendrier s'enrichit quant à lui d'une date supplémentaire après le point bas enregistré l'année précédente tandis que le barème de points se retrouve profondément modifié de même que celui de tous les championnats du monde sanctionnés par la FIA afin de privilégier davantage les victoires sur la régularité.

### 58th Rally Sweden
Avec l'absence prolongée du rallye Monte-Carlo au calendrier mondial, le rallye de Suède hérite du statut de manche d'ouverture du championnat, place qu'il avait déjà tenu en 1996. Sur l'une des rares épreuves où il ne part pas favori, Sébastien Loeb doit tenir le rôle de balayeur en vertu de son sixième sacre acquis l'année antérieure et craint que les chutes de neige survenues les jours précédents le départ ne le handicapent davantage : « Depuis que la neige est tombée sur la terre gelée, les températures ne sont pas repassées au-dessus de zéro et la neige n’a pas pu se transformer en couche de glace. Nous avons donc une couche de poudreuse qui recouvre la terre gelée et le niveau d’adhérence change en permanence. C’est un peu la roulette russe et je préfère largement une belle couche de glace vive, avec un grip constant. »,. Quatrième à l'issue de la Super-Spéciale d'ouverture, l'Alsacien enregistre les temps scratchs des deux premiers secteurs significatifs et se porte en tête, construisant une avance de quelques secondes sur Mikko Hirvonen et son coéquipier Dani Sordo. La deuxième boucle de la journée se révèle plus délicate pour le champion du monde, les températures plus clémentes de l'après-midi et la mutualisation des tronçons avec d'autres compétitions ayant contribué à faire disparaître la couche de glace en surface et accentuer le phénomène de balayage. Il cède ainsi les commandes à son rival finlandais mais parvient à limiter son déficit à six secondes lors du retour au parc fermé : « Il n'y avait pas beaucoup de grip et je ne pouvais pas sortir des rails remplis de neige molle et de terre. Certains ont eu la bonne idée de faire passer un rallye régional ou national au milieu, ce qui a fait disparaître la glace et créé d'importants rails profonds de 10 cm. On a donc trouvé la terre en dessous et cela a rendu la voiture inconduisible. On a l'impression de conduire un train et on ne décide pas trop des trajectoires. Dans ces conditions, on subit et c'est quelque chose que je n'aime pas du tout. »,,. La lutte s'intensifie le lendemain entre les deux pilotes. Hirvonen signe le premier scratch du jour et double son avance avant que Loeb ne réplique en enregistrant les trois meilleurs temps restants au programme de la première boucle. C'est finalement lors des deuxièmes passages que le tournant du rallye va se produire. Auteur d'un choix de pneus audacieux en puisant dans son stock de gommes neuves, le Finlandais profite d'un nombre global de clous en meilleur état et opte pour un style de pilotage plus agressif. Il porte son avance sur le champion du monde au-delà de vingt secondes à l'arrivée de Fredriksberg mais lâche six unités dans la courte Super-Spéciale de fin d'étape en raison de pneumatiques fortement détériorés : « Nous avons commis une erreur tactique. Dans Sägen, Mikko, qui avait monté ses deux pneus neufs, nous a collé huit secondes d'un coup. À mon tour, j'ai changé mes pneus pour Fredriksberg, mais la voiture était déséquilibrée et j'ai perdu huit secondes supplémentaires. J'ai réussi à en reprendre six dans Hagfors Sprint, car Mikko était à son tour en délicatesse avec ses clous. »,,. Évoluant au maximum de ses possibilités, Loeb décide de prendre des risques significatifs dans le premier secteur de la dernière journée de course. Constatant qu'en dépit de ses efforts le temps repris à son adversaire sur l'ensemble de la spéciale demeure limité à deux dixièmes, il prend la décision d'abandonner à ce stade la lutte pour la victoire et d'assurer sa deuxième place jusqu'à la ligne d'arrivée : « Ce fut un rude week-end. Mikko a fait le rallye parfait. Même sans erreur, je ne sais pas si j'aurais pu le battre. Il a été très fort. Il n'y a rien à dire. Comme je l'ai toujours dit, je prends le départ de chaque rallye avec la victoire pour objectif. Mais si la victoire ne me semble pas à ma portée, je préfère prendre un maximum de points plutôt que de risquer une sortie de route. »,,,.
| Étape   | Jour   | E.S. | Heure   | Nom              | Distance | Clas. Spé. | Temps         | Vit. Moy.  | Clas. |
| ------- | ------ | ---- | ------- | ---------------- | -------- | ---------- | ------------- | ---------- | ----- |
| Étape 1 | 11 fév | SS1  | 20 h 04 | SSS Karlstad 1   | 1,90 km  | 4e         | 1 min 33 s 7  | 73,0 km/h  | 4e    |
| Étape 1 | 12 fév | SS2  | 8 h 18  | Likenäs 1        | 20,78 km | 1er        | 11 min 33 s 7 | 107,8 km/h | 1er   |
| Étape 1 | 12 fév | SS3  | 9 h 41  | Viggen 1         | 21,28 km | 1er        | 10 min 50 s 7 | 117,7 km/h | 1er   |
| Étape 1 | 12 fév | SS4  | 10 h 51 | Torntorp 1       | 19,21 km | 2e         | 9 min 55 s 1  | 116,2 km/h | 1er   |
| Étape 1 | 12 fév | SS5  | 13 h 34 | Likenäs 2        | 20,78 km | 3e         | 11 min 48 s 5 | 105,6 km/h | 3e    |
| Étape 1 | 12 fév | SS6  | 14 h 57 | Viggen 2         | 21,28 km | 2e         | 10 min 54 s 2 | 117,1 km/h | 2e    |
| Étape 1 | 12 fév | SS7  | 16 h 30 | Torntorp 2       | 19,21 km | 2e         | 10 min 00 s 3 | 115,2 km/h | 2e    |
| Étape 1 | 12 fév | SS8  | 20 h 00 | SSS Karlstad 2   | 1,90 km  | 1er        | 1 min 34 s 8  | 72,2 km/h  | 2e    |
| Étape 2 | 13 fév | SS9  | 7 h 58  | Vargåsen 1       | 24,63 km | 2e         | 13 min 23 s 0 | 110,4 km/h | 2e    |
| Étape 2 | 13 fév | SS10 | 9 h 46  | Sägen 1          | 14,23 km | 1er        | 7 min 13 s 1  | 118,3 km/h | 2e    |
| Étape 2 | 13 fév | SS11 | 10 h 42 | Fredriksberg 1   | 18,15 km | 1er        | 10 min 27 s 4 | 104,1 km/h | 2e    |
| Étape 2 | 13 fév | SS12 | 11 h 58 | Hagfors Sprint 1 | 1,87 km  | 1er        | 2 min 05 s 1  | 53,8 km/h  | 2e    |
| Étape 2 | 13 fév | SS13 | 13 h 41 | Vargåsen 2       | 24,63 km | 3e         | 13 min 10 s 5 | 112,2 km/h | 2e    |
| Étape 2 | 13 fév | SS14 | 15 h 29 | Sägen 2          | 14,23 km | 5e         | 7 min 23 s 4  | 115,5 km/h | 2e    |
| Étape 2 | 13 fév | SS15 | 16 h 25 | Fredriksberg 2   | 18,15 km | 3e         | 10 min 52 s 9 | 100,1 km/h | 2e    |
| Étape 2 | 13 fév | SS16 | 17 h 41 | Hagfors Sprint 2 | 1,87 km  | 3e         | 2 min 18 s 5  | 53,8 km/h  | 2e    |
| Étape 3 | 14 fév | SS17 | 7 h 52  | Rämmen 1         | 21,87 km | 1er        | 11 min 11 s 3 | 117,3 km/h | 2e    |
| Étape 3 | 14 fév | SS18 | 8 h 28  | Värmullsasen 1   | 23,41 km | 2e         | 13 min 20 s 5 | 105,3 km/h | 2e    |
| Étape 3 | 14 fév | SS19 | 10 h 49 | Lesjöfors        | 10,49 km | 3e         | 6 min 01 s 3  | 104,5 km/h | 2e    |
| Étape 3 | 14 fév | SS20 | 11 h 21 | Rämmen 2         | 21,87 km | 3e         | 11 min 05 s 2 | 118,4 km/h | 2e    |
| Étape 3 | 14 fév | SS21 | 12 h 58 | Värmullsasen 2   | 23,41 km | 3e         | 13 min 29 s 5 | 104,1 km/h | 2e    |

### 24º Corona Rally Guanajuato México
Absent la saison précédente au nom de l'alternance, le rallye du Mexique retrouve à nouveau le calendrier mondial et marque le début d'une série de cinq manches consécutives disputées sur terre. Sur une épreuve caractérisée par l'altitude élevée de son parcours, contribuant à dégrader la puissance des moteurs en raison du manque d'oxygène, Sébastien Loeb vise avant tout la victoire afin d'empêcher Mikko Hirvonen de construire une avance trop importante au championnat,,. Aux avant-postes dans les ordres de passage, les deux rivaux se retrouvent pénalisés par le balayage et concèdent un temps significatif sur Petter Solberg et Sébastien Ogier, auteurs de la totalité des scratchs au programme de la première étape et bénéficiant de conditions de route plus avantageuses. Loeb parvient à limiter son déficit sous les trente secondes et accroche la troisième place du général au moment de rejoindre le parc fermé : « Comme prévu, il y avait pas mal de graviers sur la route et l'ordre de passage a beaucoup joué. Hirvonen a vraiment été pénalisé devant. J'ai fait une bonne première journée. Troisième sur la route, ce sera mieux que premier c'est sûr. »,,. L'Alsacien entame la deuxième étape sur un rythme offensif et avoue être à la limite dans ses trajectoires. Il monopolise le haut de la feuille des temps sur l'ensemble des secteurs de la journée et creuse d'emblée des écarts significatifs sur ses adversaires, lui permettant ainsi de s'emparer des commandes dès le deuxième tronçon : « C'est une journée parfaite pour nous. Je n'ai pas fait de fautes et j'étais à fond tout le temps. ». Manquant de confiance, Hirvonen ne parvient pas à profiter de son meilleur ordre de passage et reste cloîtré en cinquième position tandis que Solberg et Ogier se voient tous deux reléguer à près d'une minute,,. Désormais intouchable à la régulière, le champion du monde choisit de limiter la prise de risques dans la courte dernière étape et d'assurer son rang. Il rejoint l'arrivée sans incidents, décrochant sa première victoire de la saison et reprenant la tête du classement mondial grâce à la quatrième place finale de Mikko Hirvonen, héritée d'une consigne de Ford aux dépens de son coéquipier Jari-Matti Latvala : « Cette victoire nous fait du bien. Nous avons bien géré notre course et je pense que nous pouvons être confiants pour les prochaines épreuves, qui se disputeront sur des terrains relativement similaires. Grâce à ce succès, nous prenons la tête du championnat et nous prenons un petit avantage sur Mikko Hirvonen. C’est une situation parfaite, même si nous devrons balayer la route le premier jour en Jordanie. ». L'écurie Citroën réalise quant à elle le triplé, le podium se retrouvant complété par Petter Solberg et Sébastien Ogier,,,.
| Étape   | Jour  | E.S. | Heure   | Nom                      | Distance | Clas. Spé.       | Temps            | Vit. Moy.        | Clas. |
| ------- | ----- | ---- | ------- | ------------------------ | -------- | ---------------- | ---------------- | ---------------- | ----- |
| Étape 1 | 5 mar | SS1  | 7 h 28  | Alfaro 1                 | 22,96 km | 4e               | 14 min 19 s 4    | 96,2 km/h        | 4e    |
| Étape 1 | 5 mar | SS2  | 9 h 01  | Ortega 1                 | 23,83 km | 3e               | 14 min 00 s 3    | 102,1 km/h       | 4e    |
| Étape 1 | 5 mar | SS3  | 9 h 49  | El Cubilete 1            | 18,87 km | 3e               | 11 min 53 s 2    | 95,2 km/h        | 3e    |
| Étape 1 | 5 mar | SS4  | 10 h 57 | Coca-Cola Street Stage 1 | 1,50 km  | 2e               | 1 min 16 s 8     | 70,3 km/h        | 3e    |
| Étape 1 | 5 mar | SS5  | 12 h 17 | Alfaro 2                 | 22,96 km | 3e               | 13 min 59 s 2    | 98,5 km/h        | 3e    |
| Étape 1 | 5 mar | SS6  | 13 h 50 | Ortega 2                 | 23,83 km | 3e               | 13 min 43 s 1    | 104,2 km/h       | 3e    |
| Étape 1 | 5 mar | SS7  | 14 h 38 | El Cubilete 2            | 18,87 km | 2e               | 11 min 39 s 7    | 97,1 km/h        | 3e    |
| Étape 1 | 5 mar | SS8  | 15 h 58 | Super Special 1          | 2,21 km  | 3e               | 1 min 38 s 0     | 81,2 km/h        | 3e    |
| Étape 1 | 5 mar | SS9  | 16 h 03 | Super Special 2          | 2,21 km  | 2e               | 1 min 37 s 6     | 81,5 km/h        | 3e    |
| Étape 2 | 6 mar | SS10 | 7 h 54  | Ibarrilla 1              | 29,90 km | 1er              | 18 min 18 s 3    | 98,0 km/h        | 2e    |
| Étape 2 | 6 mar | SS11 | 9 h 17  | Duarte 1                 | 23,27 km | 1er              | 18 min 10 s 2    | 76,8 km/h        | 1er   |
| Étape 2 | 6 mar | SS12 | 10 h 08 | Derramadero 1            | 23,28 km | 1er              | 14 min 03 s 7    | 99,3 km/h        | 1er   |
| Étape 2 | 6 mar | SS13 | 11 h 11 | Coca-Cola Street Stage 2 | 1,50 km  | 1er              | 1 min 15 s 3     | 71,7 km/h        | 1er   |
| Étape 2 | 6 mar | SS14 | 12 h 42 | Ibarrilla 2              | 29,90 km | 1er              | 18 min 01 s 6    | 99,5 km/h        | 1er   |
| Étape 2 | 6 mar | SS15 | 14 h 05 | Duarte 2                 | 23,27 km | 1er              | 17 min 44 s 9    | 78,7 km/h        | 1er   |
| Étape 2 | 6 mar | SS16 | 14 h 56 | Derramadero 2            | 23,28 km | 1er              | 13 min 50 s 4    | 100,9 km/h       | 1er   |
| Étape 2 | 6 mar | SS17 | 16 h 11 | Super Special 3          | 2,21 km  | 1er              | 1 min 39 s 1     | 80,3 km/h        | 1er   |
| Étape 2 | 6 mar | SS18 | 16 h 16 | Super Special 4          | 2,21 km  | 3e               | 1 min 38 s 8     | 80,5 km/h        | 1er   |
| Étape 3 | 7 mar | SS19 | 8 h 43  | Guanajuatito             | 29,13 km | 6e               | 20 min 05 s 8    | 87,0 km/h        | 1er   |
| Étape 3 | 7 mar | SS20 | 9 h 34  | Sauz Seco                | 7,05 km  | Spéciale annulée | Spéciale annulée | Spéciale annulée | 1er   |
| Étape 3 | 7 mar | SS21 | 10 h 17 | Comanjilla               | 17,94 km | 5e               | 10 min 31 s 1    | 102,3 km/h       | 1er   |
| Étape 3 | 7 mar | SS22 | 11 h 32 | Super Special 5          | 4,42 km  | 4e               | 3 min 15 s 2     | 81,5 km/h        | 1er   |

### 28th Jordan Rally
Deux ans après sa première édition mondiale, le rallye de Jordanie effectue son retour dans le calendrier WRC en vertu de l'alternance décidée par les instances dirigeantes. Sébastien Loeb décrit une épreuve technique et complexe à aborder en raison du manque de repères visuels dans les étendues désertiques bordant la Mer Morte, et témoigne de sa volonté de remporter la victoire qui lui échappa en 2008 après avoir été percuté en liaison par Conrad Rautenbach,,. Sur une surface poussiéreuse et recouverte de graviers, l'Alsacien subit significativement le handicap du balayage dû à sa position d'ouvreur lors de la première étape. Cinquième à l'issue de la boucle matinale, il parvient à devancer son principal adversaire Mikko Hirvonen, victime d'un tête-à-queue dans la première spéciale, mais se retrouve impuissant face à Jari-Matti Latvala et Petter Solberg, bénéficiant de conditions de route plus favorables. Il limite les dégâts lors des deuxièmes passages et enregistre son premier temps scratch dans le dernier secteur du jour où les stratégies entreprises par les pilotes pour éviter de balayer la piste le lendemain furent explicites. Solberg prit ainsi la décision de ralentir sciemment, permettant à Loeb d'accrocher la troisième position à plus de trente secondes de Latvala lors du retour au parc fermé : « C'est toujours un peu frustrant d’ouvrir la route, car il est difficile de savoir pourquoi on perd du temps. Quelle part est due au pilotage, à la voiture, au phénomène de balayage. Vendredi, les positions s’inverseront avec Jari-Matti Latvala et nous verrons comment la course évolue. Je suis plutôt satisfait de cette troisième place provisoire. »,,,. Profitant désormais d'un ordre de départ moins pénalisant, le champion du monde adopte un rythme offensif dès l'entame de la deuxième étape au moment où Hirvonen se retrouve contraint à l'abandon après avoir arraché une roue. Auteur de quatre temps scratchs sur les six secteurs au programme, il creuse des écarts significatifs dans les deux passages de Jordan River, la spéciale la plus longue du rallye, et s'empare de la tête après l'assistance de mi-parcours. Il conserve son rang jusqu'au soir de la deuxième journée, estimant que l'écart d'environ trente secondes établi sur Sébastien Ogier et Jari-Matti Latvala est suffisant pour ouvrir à nouveau la route : « Nous avions décidé de ne pas lever le pied, à condition de mettre Latvala à trente secondes et Solberg à quarante secondes. Nous avons obtenu à peu près ces écarts et nous partirons donc devant samedi, même si je dois encore pas mal balayer la piste. »,,. Le lendemain, constatant que l'écurie Ford se préparait à bouleverser les ordres de passage en faisant pointer Mikko Hirvonen en avance afin d'assurer une route plus nettoyée à Latvala, toujours en course pour la victoire, Citroën décide d'imiter son adversaire en plaçant Ogier en position d'ouvreur devant Loeb. Sanctionné d'une pénalité de plus de huit minutes, le Gapençais perd sa deuxième place et permet au sixtuple champion du monde de lutter à armes égales face aux Finlandais. L'Alsacien maintient son rythme de la veille et signe quatre temps scratchs sur les six premières spéciales. Désormais détenteur d'une avance impossible à combler à la régulière, il réduit la prise de risques à compter du deuxième passage de Shuna et remporte la victoire sur l'une des rares épreuves qui manquaient encore à son palmarès. La fin du rallye est marquée par des voix s'élevant contre les différentes stratégies mises en œuvre par les deux camps, pointant du doigt les limites de la réglementation en vigueur et appelant à une refonte complète de la part de la FIA. Principale victime du système, Sébastien Loeb se positionne dans ce sens : « Lors de ce rallye, on a montré les limites de cette réglementation. Pour nous, cela devient même difficile à comprendre et je pense que le grand public va s'y perdre. Le premier à ouvrir la route est extrêmement pénalisé, notamment dans les parties sinueuses, en raison des graviers ou de la poussière recouvrant la majorité des pistes. Les roues patinent au freinage et en sortie de virages, et nous ne pouvons pas pousser la voiture dans ses derniers retranchements. Cela ne doit pas causer de préjudice au leader du classement car il aura de plus en plus tendance à lever le pied la veille pour ne pas se trouver dans cette position. »,,,,.
| Étape   | Jour    | E.S. | Heure   | Nom            | Distance | Clas. Spé. | Temps         | Vit. Moy.  | Clas. |
| ------- | ------- | ---- | ------- | -------------- | -------- | ---------- | ------------- | ---------- | ----- |
| Étape 1 | 1er avr | SS1  | 11 h 28 | Rumman Forrest | 15,34 km | 6e         | 12 min 17 s 7 | 74,9 km/h  | 6e    |
| Étape 1 | 1er avr | SS2  | 12 h 26 | Wadi Shueib 1  | 8,65 km  | 4e         | 7 min 09 s 6  | 72,5 km/h  | 5e    |
| Étape 1 | 1er avr | SS3  | 12 h 54 | Mahes 1        | 20,44 km | 6e         | 15 min 00 s 7 | 81,7 km/h  | 5e    |
| Étape 1 | 1er avr | SS4  | 13 h 37 | Mount Nebo 1   | 11,09 km | 3e         | 8 min 18 s 7  | 80,1 km/h  | 5e    |
| Étape 1 | 1er avr | SS5  | 15 h 50 | Wadi Shueib 2  | 8,65 km  | 4e         | 6 min 51 s 6  | 75,7 km/h  | 5e    |
| Étape 1 | 1er avr | SS6  | 16 h 13 | Mahes 2        | 20,44 km | 4e         | 14 min 24 s 4 | 85,1 km/h  | 5e    |
| Étape 1 | 1er avr | SS7  | 16 h 56 | Mount Nebo 2   | 11,09 km | 1er        | 8 min 00 s 6  | 83,1 km/h  | 3e    |
| Étape 2 | 2 avr   | SS8  | 8 h 11  | Suwayama 1     | 10,49 km | 1er        | 5 min 13 s 7  | 120,4 km/h | 2e    |
| Étape 2 | 2 avr   | SS9  | 8 h 51  | Kafrain 1      | 17,20 km | 3e         | 11 min 59 s 7 | 86,0 km/h  | 3e    |
| Étape 2 | 2 avr   | SS10 | 9 h 49  | Jordan River 1 | 41,45 km | 1er        | 27 min 38 s 4 | 90,0 km/h  | 2e    |
| Étape 2 | 2 avr   | SS11 | 12 h 50 | Suwayama 2     | 10,49 km | 1er        | 5 min 13 s 7  | 120,4 km/h | 1er   |
| Étape 2 | 2 avr   | SS12 | 13 h 30 | Kafrain 2      | 17,20 km | 2e         | 11 min 47 s 9 | 87,5 km/h  | 1er   |
| Étape 2 | 2 avr   | SS13 | 14 h 28 | Jordan River 2 | 41,45 km | 1er        | 27 min 10 s 0 | 91,5 km/h  | 1er   |
| Étape 3 | 3 avr   | SS14 | 8 h 20  | Yakrut 1       | 14,16 km | 1er        | 8 min 30 s 4  | 99,9 km/h  | 1er   |
| Étape 3 | 3 avr   | SS15 | 8 h 50  | Bahath 1       | 12,53 km | 2e         | 9 min 30 s 6  | 79,1 km/h  | 1er   |
| Étape 3 | 3 avr   | SS16 | 9 h 33  | Shuna 1        | 15,23 km | 1er        | 11 min 55 s 5 | 76,6 km/h  | 1er   |
| Étape 3 | 3 avr   | SS17 | 10 h 16 | Baptism Site 1 | 10,83 km | 1er        | 5 min 21 s 1  | 121,4 km/h | 1er   |
| Étape 3 | 3 avr   | SS18 | 12 h 11 | Yakrut 2       | 14,16 km | 2e         | 8 min 22 s 8  | 101,4 km/h | 1er   |
| Étape 3 | 3 avr   | SS19 | 12 h 41 | Bahath 2       | 12,53 km | 1er        | 9 min 17 s 0  | 81,0 km/h  | 1er   |
| Étape 3 | 3 avr   | SS20 | 13 h 24 | Shuna 2        | 15,23 km | 3e         | 12 min 04 s 4 | 75,7 km/h  | 1er   |
| Étape 3 | 3 avr   | SS21 | 14 h 07 | Baptism Site 2 | 10,83 km | 2e         | 5 min 27 s 4  | 119,1 km/h | 1er   |

### 10th Rally of Turkey
Absent la saison précédente, le rallye de Turquie réintègre le giron du championnat WRC en proposant un parcours inédit construit selon un profil mixte terre/asphalte. Comptant environ 40 km de spéciales goudronnées réparties essentiellement sur la deuxième étape, l'épreuve méditerranéenne suit les traces de sa cousine chypriote dans la résurrection de ce format abandonné durant plus d'une décennie,,. Double vainqueur de l'épreuve, Sébastien Loeb subit une nouvelle fois sa position d'ouvreur héritée de la première place du classement mondial qu'il occupe. Bénéficiant de meilleures conditions de route, Sébastien Ogier enregistre la plupart des temps scratchs comptant pour la première étape et construit progressivement une avance significative en tête du rallye. Le champion du monde tente quant à lui de limiter les dégâts, concédant davantage de temps dans la deuxième boucle en raison de la poussière ramenée sur la route, et achève sa première journée de course en cinquième position avec un déficit cumulé de vingt-cinq secondes : « J'ai perdu plus de temps qu'au premier tour, je ne sais pas dire si cela vient de moi ou de la fine couche de poussière que nous avons du nettoyer pour nos poursuivants. En tous cas, je ne pouvais pas aller plus vite. Nous aurons une bonne position de départ pour la deuxième journée, mais c'est loin d'être gagné. »,,. Peu à l'aise dans la première spéciale du lendemain en raison de réglages inadaptés sur sa Citroën C4 WRC, l'Alsacien hausse progressivement son rythme et parvient à éviter les pièges présents dans les secteurs de Bozhane et Riva, certains virages ayant été modifiés sans préavis par les organisateurs après les reconnaissances. C'est finalement lors de la deuxième boucle, dont il remporte trois des quatre temps scratchs, qu'il parvient à prendre le dessus sur ses adversaires en creusant des écarts significatifs sur les portions goudronnées, sa surface de prédilection. Il s'empare de la tête du classement au terme de la quinzième spéciale, profitant d'une crevaison de son compatriote Sébastien Ogier au moment où son retard sur ce dernier venait d'être réduit à quelques secondes : « Le bilan de cette première boucle est positif. Ce n’était pas facile, car Ogier, Solberg et Hirvonen défendent bien leurs positions. Il a fallu prendre des risques pour faire des temps ! Comme mes adversaires, j’ai été gêné par les travaux effectués sur les routes par l’organisation depuis les reconnaissances. Le dessin de certains virages a été modifié et je me suis fait surprendre plusieurs fois. Nous avons enfin réussi à creuser des écarts significatifs et à prendre la tête. Notre avance n’a rien de confortable car la troisième étape sera longue et difficile. »,,. Disputée sous de fortes intempéries, la dernière étape se voit amputer de ses deux premières spéciales pour des raisons de sécurité. Détenteur d'une marge d'à peine plus de dix secondes sur Petter Solberg, Loeb aligne trois scratchs consécutifs sur des pistes rendues boueuses et glissantes et triple son avance sur le Norvégien. Il signe ainsi sa troisième victoire de la saison et accentue son avance au classement mondial : « C'est un très bon rallye. Je suis très content d'avoir gagné. On a assisté à une belle bagarre, avec Petter et Mikko et Sébastien, au début. C'était un rallye très difficile. »,,.
| Étape   | Jour   | E.S. | Heure   | Nom          | Distance | Clas. Spé.         | Temps              | Vit. Moy.          | Clas. |
| ------- | ------ | ---- | ------- | ------------ | -------- | ------------------ | ------------------ | ------------------ | ----- |
| Étape 1 | 16 avr | SS1  | 9 h 03  | Darlik 1     | 15,66 km | 3e                 | 9 min 30 s 9       | 98,7 km/h          | 3e    |
| Étape 1 | 16 avr | SS2  | 9 h 46  | Karabeyli 1  | 8,23 km  | 5e                 | 4 min 48 s 0       | 102,9 km/h         | 5e    |
| Étape 1 | 16 avr | SS3  | 10 h 14 | Bozgoca 1    | 13,52 km | 5e                 | 8 min 17 s 4       | 97,9 km/h          | 4e    |
| Étape 1 | 16 avr | SS4  | 10 h 57 | Halli 1      | 9,60 km  | 4e                 | 4 min 46 s 7       | 120,5 km/h         | 5e    |
| Étape 1 | 16 avr | SS5  | 14 h 00 | Darlik 2     | 15,66 km | 5e                 | 9 min 15 s 2       | 101,5 km/h         | 4e    |
| Étape 1 | 16 avr | SS6  | 14 h 43 | Karabeyli 2  | 8,23 km  | 6e                 | 4 min 40 s 8       | 105,5 km/h         | 5e    |
| Étape 1 | 16 avr | SS7  | 15 h 11 | Bozgoca 2    | 13,52 km | 6e                 | 8 min 06 s 5       | 100,0 km/h         | 6e    |
| Étape 1 | 16 avr | SS8  | 15 h 54 | Halli 2      | 9,60 km  | 5e                 | 4 min 36 s 2       | 125,1 km/h         | 5e    |
| Étape 1 | 16 avr | SS9  | 19 h 57 | SSS Istanbul | 2,20 km  | 1er                | 1 min 55 s 9       | 68,3 km/h          | 5e    |
| Étape 2 | 17 avr | SS10 | 9 h 56  | Göcbeyli 1   | 18,17 km | 4e                 | 10 min 36 s 6      | 102,8 km/h         | 5e    |
| Étape 2 | 17 avr | SS11 | 10 h 34 | Ulupelit 1   | 12,98 km | 3e                 | 7 min 12 s 9       | 107,9 km/h         | 5e    |
| Étape 2 | 17 avr | SS12 | 11 h 27 | Bozhane 1    | 14,59 km | 2e                 | 8 min 47 s 0       | 99,7 km/h          | 5e    |
| Étape 2 | 17 avr | SS13 | 12 h 00 | Riva 1       | 27,17 km | 2e                 | 15 min 30 s 9      | 105,1 km/h         | 4e    |
| Étape 2 | 17 avr | SS14 | 15 h 06 | Göcbeyli 2   | 18,17 km | 1er                | 10 min 24 s 8      | 104,7 km/h         | 2e    |
| Étape 2 | 17 avr | SS15 | 15 h 44 | Ulupelit 2   | 12,98 km | 2e                 | 6 min 58 s 9       | 111,5 km/h         | 1er   |
| Étape 2 | 17 avr | SS16 | 16 h 37 | Bozhane 2    | 14,59 km | 1er                | 8 min 43 s 4       | 100,4 km/h         | 1er   |
| Étape 2 | 17 avr | SS17 | 17 h 10 | Riva 2       | 27,17 km | 1er                | 15 min 01 s 4      | 108,5 km/h         | 1er   |
| Étape 3 | 18 avr | SS18 | 9 h 13  | Deniz 1      | 16,76 km | Spéciales annulées | Spéciales annulées | Spéciales annulées | 1er   |
| Étape 3 | 18 avr | SS19 | 9 h 51  | Mudarli 1    | 21,32 km | Spéciales annulées | Spéciales annulées | Spéciales annulées | 1er   |
| Étape 3 | 18 avr | SS20 | 10 h 39 | Ballica 1    | 19,22 km | 1er                | 10 min 00 s 5      | 115,2 km/h         | 1er   |
| Étape 3 | 18 avr | SS21 | 13 h 12 | Deniz 2      | 16,76 km | 1er                | 9 min 48 s 8       | 102,5 km/h         | 1er   |
| Étape 3 | 18 avr | SS22 | 13 h 50 | Mudarli 2    | 21,32 km | 1er                | 12 min 35 s 0      | 101,7 km/h         | 1er   |
| Étape 3 | 18 avr | SS23 | 14 h 38 | Ballica 2    | 19,22 km | 3e                 | 10 min 00 s 9      | 115,1 km/h         | 1er   |

### 40th Rally New Zealand
Seule manche océanienne de la saison, le rallye de Nouvelle-Zélande effectue son retour au calendrier mondial en vertu de l'alternance votée avec son voisin australien. Détenteur de quarante points d'avance au championnat sur son dauphin Petter Solberg, Sébastien Loeb aborde cette épreuve des antipodes avec la crainte d'une météo accentuant le handicap de sa position d'ouvreur : « La météo n'a pas l'air d'aller dans le bon sens pour moi : pas de pluie le premier jour, donc beaucoup de balayage, et de la pluie après, donc plus de balayage. Il y a moyen de perdre énormément de temps. La position sur la route va être fondamentale et les écarts vont être énormes. »,,. Ses prédictions se réalisent et l'Alsacien concède un temps significatif lors de la première boucle sur Dani Sordo, Sébastien Ogier et Solberg, ces derniers profitant d'un ordre de passage plus favorable. Alors sixième du classement général, il heurte le parapet d'un pont dans le secteur de Cassidy, enfonçant la porte et le bas de caisse côté conducteur de sa Citroën C4 WRC, et abandonne quatre-vingt secondes et deux positions dans la mésaventure en tentant de colmater une partie des dégâts : « C’était un virage à droite qui se refermait sur un pont. À l’entrée, j’ai perdu le contrôle de l’arrière de la voiture. C’est de ma faute. J’ai freiné trop tard. La voiture a glissé et a tapé le pont de mon côté. J’allais perdre la portière, il fallait que je m’arrête. C’est là que nous avons perdu du temps, peut-être une minute en essayant de la bloquer. Mais ça n’a pas fonctionné, j’ai terminé la spéciale en tenant la porte. Il y avait de la poussière, c’était terrible. ». Le champion du monde réagit lors des deuxièmes passages, moins pénalisant au niveau du balayage, et enregistre son premier temps scratch dans le tronçon de Bull, le plus long du rallye,,. Mais c'est finalement le lendemain, au cours de la deuxième étape, que Loeb marquera les esprits de la plupart des observateurs en signant l'une des performances sportives les plus impressionnantes de sa carrière. Affichant un déficit au classement général interdisant à la régulière toute prétention à la victoire, l'Alsacien enlève tous les temps scratchs au programme à l'exception des deux Super-Spéciales, construisant notamment des écarts de près de cinquante secondes sur ses rivaux lors des deux passages de Te Akau Coast. Parti de la septième place, il rejoint le parc fermé au deuxième rang provisoire, à une poignée de secondes du leader Sébastien Ogier. Malcolm Wilson, directeur de l'écurie adverse Ford, déclarera à ce sujet : « C'est incroyable, j'ai vu pas mal de bons pilotages dans ma vie, mais je n'avais jamais vu ça. C'est un privilège d'y avoir assisté. Ça restera dans l'Histoire. Peu importe ce que chacun peut dire, vous ne pouvez qu'être admiratif face à une telle performance. »,,. Loeb s'empare de la tête de l'épreuve dès l'entame de la dernière journée de course mais voit finalement ses efforts ruinés dans un tête-à-queue lors du premier passage de Whaanga Coast. Il parvient à accrocher la dernière marche du podium sur le fil au détriment de Petter Solberg, Jari-Matti Latvala signant quant à lui sa première victoire de la saison : « Nous avons tout tenté et nous étions sur le fil en permanence. Une nouvelle fois, ce n’est pas passé ! Nous terminons troisièmes et ce n’est pas un si mauvais résultat au vu des péripéties de ces trois derniers jours. »,.
| Étape   | Jour  | E.S. | Heure   | Nom                 | Distance | Clas. Spé. | Temps         | Vit. Moy.  | Clas. |
| ------- | ----- | ---- | ------- | ------------------- | -------- | ---------- | ------------- | ---------- | ----- |
| Étape 1 | 7 mai | SS1  | 9 h 03  | Waipu Gorge         | 11,09 km | 4e         | 6 min 38 s 3  | 100,2 km/h | 4e    |
| Étape 1 | 7 mai | SS2  | 9 h 27  | Brooks 1            | 13,87 km | 6e         | 8 min 15 s 7  | 100,7 km/h | 5e    |
| Étape 1 | 7 mai | SS3  | 10 h 19 | Bull 1              | 32,56 km | 7e         | 21 min 06 s 9 | 92,5 km/h  | 6e    |
| Étape 1 | 7 mai | SS4  | 11 h 02 | Cassidy 1           | 22,20 km | 28e        | 14 min 12 s 2 | 93,8 km/h  | 8e    |
| Étape 1 | 7 mai | SS5  | 13 h 38 | Springfield         | 9,87 km  | 2e         | 5 min 37 s 1  | 105,4 km/h | 8e    |
| Étape 1 | 7 mai | SS6  | 14 h 11 | Brooks 2            | 13,87 km | 2e         | 7 min 56 s 8  | 104,7 km/h | 8e    |
| Étape 1 | 7 mai | SS7  | 14 h 59 | Bull 2              | 32,56 km | 1er        | 20 min 01 s 1 | 97,6 km/h  | 7e    |
| Étape 1 | 7 mai | SS8  | 15 h 42 | Cassidy 2           | 22,20 km | 2e         | 12 min 16 s 6 | 108,5 km/h | 7e    |
| Étape 1 | 7 mai | SS9  | 18 h 45 | SSS Auckland Domain | 1,50 km  | 1er        | 1 min 06 s 4  | 81,3 km/h  | 7e    |
| Étape 2 | 8 mai | SS10 | 7 h 43  | New Franklin 1      | 20,82 km | 1er        | 11 min 39 s 9 | 107,1 km/h | 6e    |
| Étape 2 | 8 mai | SS11 | 8 h 33  | Baker 1             | 22,56 km | 1er        | 12 min 45 s 6 | 106,1 km/h | 6e    |
| Étape 2 | 8 mai | SS12 | 9 h 11  | Te Akau Coast 1     | 30,89 km | 1er        | 18 min 08 s 3 | 102,2 km/h | 6e    |
| Étape 2 | 8 mai | SS13 | 11 h 46 | SSS Hampton Downs 1 | 4,68 km  | 2e         | 2 min 38 s 5  | 106,3 km/h | 6e    |
| Étape 2 | 8 mai | SS14 | 12 h 49 | New Franklin 2      | 20,82 km | 1er        | 11 min 14 s 5 | 111,1 km/h | 3e    |
| Étape 2 | 8 mai | SS15 | 13 h 39 | Baker 2             | 22,56 km | 1er        | 12 min 05 s 1 | 112,0 km/h | 2e    |
| Étape 2 | 8 mai | SS16 | 14 h 17 | Te Akau Coast 2     | 30,89 km | 1er        | 17 min 26 s 2 | 106,3 km/h | 2e    |
| Étape 2 | 8 mai | SS17 | 15 h 59 | SSS Hampton Downs 2 | 4,68 km  | 2e         | 2 min 36 s 5  | 107,7 km/h | 2e    |
| Étape 3 | 9 mai | SS18 | 8 h 38  | Te Hutewai 1        | 11,18 km | 4e         | 7 min 58 s 7  | 84,1 km/h  | 1er   |
| Étape 3 | 9 mai | SS19 | 9 h 11  | Whaanga Coast 1     | 29,67 km | 10e        | 22 min 16 s 2 | 79,9 km/h  | 4e    |
| Étape 3 | 9 mai | SS20 | 10 h 51 | Te Hutewai 2        | 11,18 km | 1er        | 7 min 30 s 9  | 89,3 km/h  | 4e    |
| Étape 3 | 9 mai | SS21 | 11 h 24 | Whaanga Coast 2     | 29,67 km | 4e         | 20 min 53 s 5 | 85,2 km/h  | 3e    |

### 44º Vodafone Rally de Portugal
Présentant un parcours quasiment identique à celui de la saison précédente, le rallye du Portugal clôt la tournée méditerranéenne et marque la fin des manches abrasives pour l'année en cours, les plus pénalisantes en matière de balayage,. Leader du classement mondial, Sébastien Loeb doit une nouvelle fois faire office d'ouvreur pour le compte de ses adversaires lors de la première étape. Il concède un temps significatif, handicapé par la poussière et la dégradation précoce de ses pneus. Il tente de limiter les dégâts lors de la deuxième boucle mais continue à perdre du temps en raison du manque de grip imputé à sa position de balayeur. Les stratégies mises en œuvre par Mikko Hirvonen et Petter Solberg dans la dernière spéciale du jour pour hériter de conditions de route plus favorables le lendemain permettent à l'Alsacien d'accrocher la troisième place du général, à plus de quarante secondes de la tête occupée par Sébastien Ogier : « Ma position ne m'autorise pas d'alternative : je dois rouler le plus vite possible pour ne pas laisser les autres s'échapper. »,,. Parti sur un rythme offensif, le champion du monde signe les deux premiers temps scratchs de la deuxième étape et comble la moitié du retard accumulé la veille sur son compatriote avant l'assistance de mi-journée. Un excès de prudence au départ de la deuxième boucle dans l'optique d'économiser ses pneus l'empêche de récidiver et de ramener l'écart le séparant de la tête sous la barre des vingt secondes : « On a essayé de gérer les pneus et en fait on a trop géré, alors qu'au final on ne les a pas moins usés, on est juste allé moins vite. Ça va être difficile de revenir sur lui dimanche. »,,. Loeb poursuit son effort lors de la courte dernière journée de course malgré le déficit restant à combler. Il enlève les quatre premiers temps scratchs et fait tomber la marge d'Ogier à huit secondes avant d'assurer son rythme, estimant n'avoir plus assez de distance à parcourir pour jouer la victoire : « J'ai essayé jusqu'au bout, mais Ogier a été très rapide tout le week-end. Le seul regret, c'est de ne pas avoir été assez offensif vendredi, on a trop perdu de temps en balayant la piste et on n'a jamais pu le rattraper complètement. Ça s'est joué à pas grand chose, quelques secondes, et on a peut-être un peu sous-estimé Ogier le premier jour. ». La troisième place de Dani Sordo permet en outre à Citroën de signer un nouveau triplé,,.
| Étape   | Jour   | E.S. | Heure   | Nom                   | Distance | Clas. Spé. | Temps         | Vit. Moy.  | Clas. |
| ------- | ------ | ---- | ------- | --------------------- | -------- | ---------- | ------------- | ---------- | ----- |
| Étape 1 | 27 mai | SS1  | 19 h 29 | SSS Estádio Algarve 1 | 2,03 km  | 8e         | 2 min 10 s 8  | 55,9 km/h  | 8e    |
| Étape 1 | 28 mai | SS2  | 9 h 30  | Santa Clara 1         | 22,72 km | 3e         | 14 min 15 s 0 | 95,7 km/h  | 4e    |
| Étape 1 | 28 mai | SS3  | 10 h 18 | Ourigue 1             | 20,21 km | 5e         | 13 min 12 s 7 | 91,8 km/h  | 5e    |
| Étape 1 | 28 mai | SS4  | 11 h 16 | Silves 1              | 21,36 km | 6e         | 12 min 14 s 7 | 104,7 km/h | 5e    |
| Étape 1 | 28 mai | SS5  | 14 h 10 | Santa Clara 2         | 22,72 km | 6e         | 14 min 08 s 4 | 96,4 km/h  | 5e    |
| Étape 1 | 28 mai | SS6  | 14 h 58 | Ourigue 2             | 20,21 km | 4e         | 13 min 09 s 5 | 92,2 km/h  | 5e    |
| Étape 1 | 28 mai | SS7  | 15 h 56 | Silves 2              | 21,36 km | 2e         | 12 min 08 s 1 | 105,6 km/h | 3e    |
| Étape 2 | 29 mai | SS8  | 9 h 27  | Almodovar 1           | 26,20 km | 1er        | 16 min 40 s 4 | 94,3 km/h  | 3e    |
| Étape 2 | 29 mai | SS9  | 10 h 20 | Vascão 1              | 25,23 km | 1er        | 16 min 31 s 2 | 91,6 km/h  | 2e    |
| Étape 2 | 29 mai | SS10 | 11 h 25 | S. Brás de Alportel 1 | 16,12 km | 3e         | 11 min 44 s 6 | 82,4 km/h  | 2e    |
| Étape 2 | 29 mai | SS11 | 14 h 07 | Almodovar 2           | 26,20 km | 4e         | 16 min 44 s 7 | 93,9 km/h  | 3e    |
| Étape 2 | 29 mai | SS12 | 15 h 00 | Vascão 2              | 25,23 km | 1er        | 16 min 29 s 2 | 91,8 km/h  | 2e    |
| Étape 2 | 29 mai | SS13 | 16 h 05 | S. Brás de Alportel 2 | 16,12 km | 1er        | 11 min 39 s 9 | 82,9 km/h  | 2e    |
| Étape 3 | 30 mai | SS14 | 6 h 48  | Felizes 1             | 21,28 km | 1er        | 13 min 35 s 6 | 93,9 km/h  | 2e    |
| Étape 3 | 30 mai | SS15 | 7 h 40  | Loulé 1               | 22,51 km | 1er        | 15 min 22 s 7 | 87,8 km/h  | 2e    |
| Étape 3 | 30 mai | SS16 | 10 h 48 | Felizes 2             | 21,28 km | 1er        | 13 min 37 s 1 | 93,8 km/h  | 2e    |
| Étape 3 | 30 mai | SS17 | 11 h 39 | Loulé 2               | 22,51 km | 1er        | 15 min 27 s 3 | 87,4 km/h  | 2e    |
| Étape 3 | 30 mai | SS18 | 13 h 55 | SSS Estádio Algarve 2 | 2,03 km  | 7e         | 2 min 12 s 1  | 55,3 km/h  | 2e    |

### 41st Rally Bulgaria
Après six semaines de pause estivale, le championnat WRC reprend son cours avec la première édition du rallye de Bulgarie au plus haut niveau mondial. Le nouvel entrant au calendrier constitue également la première manche asphalte de la saison, surface de prédilection de Sébastien Loeb, et se caractérise par des spéciales larges et roulantes, parfois situées à plus de 2 000 m d'altitude,. L'Alsacien s'empare de la tête dès le coup d'envoi, creusant un écart de près de dix secondes dans le premier secteur sur tous ses poursuivants. Il poursuit son effort offensif et distance finalement son coéquipier Dani Sordo, seul pilote parvenant encore à suivre son rythme, avant l'assistance de mi-journée. Vainqueur de tous les temps scratchs au programme, il achève la première étape avec une marge de près de trente secondes sur l'Espagnol, victime de sous-virage chronique : « Tout s'est très bien passé pour nous. Les spéciales ont été un peu salies lors du premier tour, mais pas excessivement. Nous avons assuré sur les plus gros pièges et nous n'avons pas fait de faute. La voiture était parfaite et nous avons pu creuser un petit écart sur Dani. Pour l'instant le scénario est idéal, mais je reste sur mes gardes. Il s'agit d'un nouveau rallye et nous découvrons toutes les spéciales en course. Nous ne sommes pas à l'abri d'une erreur, d'une crevaison ou d'un brusque changement de météo. ». Un temps présente aux cinq premières places, dominant son rival Ford en difficulté, la marque aux chevrons voit finalement ses ambitions réduites à un potentiel triplé en raison des sorties de route de Sébastien Ogier et Kimi Räikkönen,,,. En partie disputée sur un bitume détrempé et dans un épais brouillard, la deuxième étape scelle la mainmise de Citroën. Loeb accentue son avance avec un cinquième scratch consécutif avant de réduire la prise de risques en se calant sur le rythme de ses adversaires et en jouant la sécurité au niveau des pneumatiques : « Grâce aux informations de Météo France, nous avons appris qu'il allait également pleuvoir dans la première spéciale et nous avons définitivement basculé sur le choix des pneus tendres. Nous savions que les pneus tendres n'étaient pas forcément la meilleure option, mais notre avance nous permettait de choisir la sécurité au vu des risques d'orage. Globalement nous n'avons pas perdu beaucoup de temps. J'ai ajusté mon style de pilotage, car les pneus tendres surchauffés ont tendance à rendre la voiture moins précise. ». La boucle de l'après-midi est dominée par Petter Solberg grâce à un choix de gommes dures plus risqué, mais le temps repris au champion du monde reste relatif, le Norvégien pointant à près de cinquante secondes de la tête lors du retour au parc fermé,,. Loeb parcourt les secteurs de la dernière journée de course sans prendre de risques, gérant l'avance accumulée sur ses adversaires. Il rejoint l'arrivée sans commettre d'erreur et renoue avec la victoire après deux rallyes conclus à des places d'honneur : « J'ai fait une bonne première journée, la deuxième a été difficile car j'étais dans une position qui m'imposait de ne faire aucune faute. Sur cette troisième journée, je n'ai pas pris de risque. Cette victoire est très importante dans l'optique du championnat. ». Titulaire de l'ensemble des temps scratchs de l'épreuve, l'équipe Citroën signe quant à elle un quadruplé inédit en mondial depuis 1993 et la victoire de Toyota au Rallye Safari,,.
| Étape   | Jour    | E.S. | Heure   | Nom             | Distance | Clas. Spé.       | Temps            | Vit. Moy.        | Clas. |
| ------- | ------- | ---- | ------- | --------------- | -------- | ---------------- | ---------------- | ---------------- | ----- |
| Étape 1 | 9 juil  | SS1  | 10 h 05 | Batak Lake 1    | 31,79 km | 1er              | 17 min 33 s 8    | 108,6 km/h       | 1er   |
| Étape 1 | 9 juil  | SS2  | 11 h 38 | Belmeken Lake 1 | 27,57 km | 1er              | 15 min 08 s 5    | 109,2 km/h       | 1er   |
| Étape 1 | 9 juil  | SS3  | 14 h 37 | Batak Lake 2    | 31,79 km | 1er              | 17 min 35 s 2    | 108,5 km/h       | 1er   |
| Étape 1 | 9 juil  | SS4  | 16 h 10 | Belmeken Lake 2 | 27,57 km | 1er              | 15 min 09 s 2    | 109,2 km/h       | 1er   |
| Étape 2 | 10 juil | SS5  | 7 h 43  | Sestrimo 1      | 27,46 km | 1er              | 16 min 27 s 4    | 100,1 km/h       | 1er   |
| Étape 2 | 10 juil | SS6  | 9 h 36  | Peshtera 1      | 18,08 km | 2e               | 10 min 27 s 1    | 103,8 km/h       | 1er   |
| Étape 2 | 10 juil | SS7  | 10 h 54 | Lyubnitsa 1     | 24,80 km | Spéciale annulée | Spéciale annulée | Spéciale annulée | 1er   |
| Étape 2 | 10 juil | SS8  | 13 h 22 | Sestrimo 2      | 27,46 km | 2e               | 16 min 29 s 3    | 99,9 km/h        | 1er   |
| Étape 2 | 10 juil | SS9  | 15 h 15 | Peshtera 2      | 18,08 km | 2e               | 10 min 24 s 9    | 104,2 km/h       | 1er   |
| Étape 2 | 10 juil | SS10 | 16 h 33 | Lyubnitsa 2     | 24,80 km | 2e               | 13 min 33 s 9    | 109,7 km/h       | 1er   |
| Étape 3 | 11 juil | SS11 | 8 h 46  | Muhovo 1        | 29,39 km | 4e               | 15 min 34 s 6    | 113,2 km/h       | 1er   |
| Étape 3 | 11 juil | SS12 | 9 h 28  | Slavovitsa 1    | 17,70 km | 3e               | 9 min 26 s 3     | 112,5 km/h       | 1er   |
| Étape 3 | 11 juil | SS13 | 11 h 52 | Muhovo 2        | 29,39 km | 4e               | 15 min 27 s 7    | 114,0 km/h       | 1er   |
| Étape 3 | 11 juil | SS14 | 12 h 34 | Slavovitsa 2    | 17,70 km | 2e               | 9 min 21 s 3     | 113,5 km/h       | 1er   |

### 60th Neste Oil Rally Finland
Le rallye de Finlande adopte cette année un format inédit concentré sur deux jours de course seulement, comme l'y autorise la nouvelle réglementation. Détenteur d'une avance comptable supérieure à l'équivalent de deux victoires au classement mondial, Sébastien Loeb devra de ce fait écoper du rôle de balayeur durant plus de la moitié des spéciales au moins et avoue ne pas vouloir prendre tous les risques pour tenter de s'imposer une deuxième fois sur les 1000 Lacs : « Remporter ce rallye me tenait à cœur. Maintenant que j’ai atteint cet objectif, je vois les choses un peu différemment. Cette année, je prendrai le départ en comptant soixante-cinq points d’avance sur Mikko Hirvonen. Je pourrai me permettre de gérer un peu, d’autant qu’il reste trois rallyes asphalte à disputer cette saison. La victoire se joue généralement à quelques secondes. Pour gagner, il faut être en osmose avec sa voiture et ses notes. Il faut pouvoir se lâcher, et aborder chaque virage en ayant l’impression de trop en faire. C’est à ce stade de l’attaque que l’on peut jeter la voiture pour la caler et passer le virage à la perfection. Le rallye ne se gagne pas en sautant haut et loin. Ce qui compte, c’est ce que l’on trouve derrière un saut. Il est essentiel de bien positionner la voiture pour rester dans la trajectoire du virage suivant la réception. Une fois en l’air, on ne peut plus rien corriger ! D’année en année, je peaufine encore et toujours mes notes dans cette optique. »,. L'Alsacien accroche le trio de tête au terme des premiers secteurs chronométrés avant de rencontrer des problèmes de freins à partir du deuxième passage de Urria qui le handicaperont à l'abord des sauts. Il abandonne treize secondes supplémentaires dans le tronçon suivant en heurtant des piquets plus solides que prévu à la corde de certains virages, les dégâts causés lui faisant perdre l'effet aérodynamique de son pare-chocs avant. Alors leader de l'épreuve, Mikko Hirvonen part quant à lui à la faute et cède les commandes à son compatriote Jari-Matti Latvala. Rétrogradé en cinquième position du général, Loeb entame une remontée après l'assistance de mi-journée et la réparation des dommages survenus lors de la matinée. Il signe le temps scratch dans les deux passages de Myhinpää mais accuse toujours un déficit de plus de trente secondes sur le pilote de tête au soir de la première étape : « Ce n’était pas une journée facile ! Les autres vont très vite et j’ai perdu un peu de temps ici et là… J’ai du mal à estimer à quel point ma position d’ouvreur était handicapante vendredi. Nous partirons quatrièmes samedi et nous verrons si cela change quelque chose. Je vais continuer à attaquer, mais la victoire me semble difficile à envisager au vu de l’avance prise par Jari-Matti Latvala. »,,,. Bénéficiant d'un ordre de départ moins pénalisant et d'une Citroën C4 WRC remise en état, le champion du monde poursuit son offensive dès l'entame de la deuxième étape, signant trois des cinq temps scratchs au programme de la matinée. Il parvient à reprendre la dernière marche du podium au détriment de Petter Solberg puis décide de relâcher son effort et d'assurer son rang au vu des écarts trop importants le séparant encore de Latvala et d'Ogier : « Bravo à Jari-Matti et à Sébastien qui ont fait de très belles courses. C’est bien pour le sport que l’équipe ne nous ait pas donné de consignes en fin de rallye. Les quinze points marqués aujourd’hui sont une bonne opération pour le championnat. Mon objectif sur ce rallye est atteint. »,,.
| Étape   | Jour    | E.S. | Heure   | Nom          | Distance | Clas. Spé. | Temps         | Vit. Moy.  | Clas. |
| ------- | ------- | ---- | ------- | ------------ | -------- | ---------- | ------------- | ---------- | ----- |
| Étape 1 | 29 juil | SS1  | 18 h 45 | Laajavuori 1 | 4,19 km  | 3e         | 2 min 34 s 8  | 97,4 km/h  | 3e    |
| Étape 1 | 30 juil | SS2  | 7 h 42  | Urria 1      | 12,75 km | 3e         | 5 min 58 s 8  | 127,9 km/h | 4e    |
| Étape 1 | 30 juil | SS3  | 8 h 40  | Jukojärvi 1  | 22,29 km | 3e         | 10 min 37 s 9 | 125,8 km/h | 3e    |
| Étape 1 | 30 juil | SS4  | 10 h 06 | Urria 2      | 12,75 km | 6e         | 6 min 00 s 4  | 127,4 km/h | 4e    |
| Étape 1 | 30 juil | SS5  | 11 h 04 | Jukojärvi 2  | 22,29 km | 6e         | 10 min 41 s 7 | 125,0 km/h | 5e    |
| Étape 1 | 30 juil | SS6  | 13 h 58 | Lankamaa     | 24,87 km | 4e         | 12 min 13 s 6 | 122,0 km/h | 5e    |
| Étape 1 | 30 juil | SS7  | 15 h 01 | Sirkkamäki 1 | 6,45 km  | 4e         | 3 min 08 s 6  | 123,1 km/h | 5e    |
| Étape 1 | 30 juil | SS8  | 15 h 36 | Myhinpää 1   | 15,52 km | 1er        | 7 min 07 s 8  | 130,6 km/h | 4e    |
| Étape 1 | 30 juil | SS9  | 17 h 27 | Sirkkamäki 2 | 6,45 km  | 4e         | 3 min 03 s 3  | 126,7 km/h | 4e    |
| Étape 1 | 30 juil | SS10 | 18 h 02 | Myhinpää 2   | 15,52 km | 1er        | 6 min 59 s 8  | 133,1 km/h | 4e    |
| Étape 1 | 30 juil | SS11 | 20 h 00 | Laajavuori 2 | 4,19 km  | 2e         | 2 min 36 s 0  | 96,7 km/h  | 4e    |
| Étape 2 | 31 juil | SS12 | 7 h 33  | Kolonkulma   | 10,35 km | 3e         | 5 min 07 s 7  | 121,1 km/h | 4e    |
| Étape 2 | 31 juil | SS13 | 8 h 01  | Väärinmaja   | 29,29 km | 1er        | 14 min 46 s 9 | 118,9 km/h | 4e    |
| Étape 2 | 31 juil | SS14 | 9 h 44  | Surkee 1     | 19,59 km | 3e         | 10 min 04 s 5 | 116,7 km/h | 4e    |
| Étape 2 | 31 juil | SS15 | 11 h 59 | Leustu 1     | 21,35 km | 1er        | 10 min 08 s 8 | 126,2 km/h | 4e    |
| Étape 2 | 31 juil | SS16 | 12 h 46 | Himos 1      | 20,63 km | 1er        | 10 min 28 s 5 | 118,2 km/h | 3e    |
| Étape 2 | 31 juil | SS17 | 14 h 03 | Surkee 2     | 19,59 km | 4e         | 9 min 57 s 5  | 118,0 km/h | 3e    |
| Étape 2 | 31 juil | SS18 | 16 h 23 | Leustu 2     | 21,35 km | 4e         | 10 min 02 s 5 | 127,6 km/h | 3e    |
| Étape 2 | 31 juil | SS19 | 17 h 10 | Himos 2      | 20,63 km | 2e         | 10 min 16 s 5 | 120,5 km/h | 3e    |

### 28. ADAC Rallye Deutschland
Absent la saison précédente au nom de l'alternance, le rallye d'Allemagne effectue son retour au sein du calendrier mondial. Invaincu sur cette épreuve après avoir remporté les sept éditions inscrites au championnat WRC, Sébastien Loeb entend poursuivre la série sur sa surface de prédilection et tient l'occasion de creuser un écart irrémédiable au classement Pilotes,,. L'Alsacien opte pour un rythme offensif dès le coup d'envoi et s'impose dans les trois spéciales de la première boucle matinale en dépit d'une touchette contre une barrière dans Grafschaft Veldenz. Seul son coéquipier Dani Sordo parvient à suivre la cadence imposée par le champion du monde et compte un déficit d'environ huit secondes à l'assistance de mi-journée. L'Espagnol parviendra à maintenir cet écart lors des deuxièmes passages grâce à un scratch dans le dernier secteur du jour, tandis que Loeb poursuit son effort et relègue ses autres adversaires au-delà de la minute au soir de la première étape : « C’était une journée comme je les aime ! Avec Dani nous avons repoussé tous nos adversaires à plus d’une minute, je crois que nous ne pouvions pas espérer mieux… Je n’ai été le plus rapide qu’une seule fois cet après-midi, mais c’est toujours un peu plus difficile au second tour, peut-être car les autres pilotes ne reproduisent pas de petites erreurs du premier passage. De mon côté, je me suis fait piéger en calant dans une épingle. J’ai perdu deux ou trois secondes, rien de grave. »,,. Les deux hommes poursuivent leur lutte le lendemain en se partageant la quasi-totalité des meilleurs chronos. Loeb avoue devoir soutenir un niveau d'attaque élevé pour contenir son coéquipier dont il loue la performance : « Dani est rapide, très rapide. Je dois attaquer fort. Je fais quelques erreurs par endroit où je sors un peu large mais ça va. ». C'est finalement dans le premier passage de Arena Panzerplatte, la spéciale la plus longue du rallye, que l'Alsacien parvient à doubler son avance en partie grâce à une meilleure gestion de l'usure de ses gommes. Il récidive dans la boucle de l'après-midi et distance finalement Sordo de plus de trente secondes au soir de la deuxième étape : « Nous avons réussi à faire une petite différence qui va rendre la suite du rallye un peu plus confortable. Je n’ai pas attaqué d’un bout à l’autre de la spéciale Panzerplatte, les pneus n’auraient pas résisté. Il fallait trouver la bonne façon de conduire dans ces conditions. J’ajouterais qu’aucune performance n’aurait été possible sans que ma C4 WRC soit parfaitement équilibrée dans ses réglages. »,,,. Estimant disposer d'une marge suffisante, le champion du monde réduit la prise de risques lors de la dernière journée de course et assure ses trajectoires. Il enregistre malgré tout le meilleur chrono dans les deux passages de Moselwein avant de s'imposer une nouvelle fois sur les rives de la Moselle, devenant ainsi le premier pilote à remporter huit fois un même rallye mondial, soit davantage que les sept succès de son ami Marcus Grönholm en Finlande : « C'est une très belle victoire pour moi en Allemagne. C'est la huitième d'affilée, c'est incroyable! C'est un rallye qui m'a toujours réussi. J'ai vraiment eu un bon feeling sur ce rallye. Je voulais vraiment cette victoire. Je n'ai pas envie de me faire battre ici et j'ai tout fait pour rester invaincu. Je suis vraiment content. Au championnat, on réalise également une très bonne opération. Je possède cinquante-huit points d'avance sur le deuxième, ce qui fait plus de deux victoires d'avance. C'est encourageant pour la suite sachant qu'il reste quatre rallyes. »,,,,.
| Étape   | Jour    | E.S. | Heure   | Nom                      | Distance | Clas. Spé. | Temps         | Vit. Moy.  | Clas. |
| ------- | ------- | ---- | ------- | ------------------------ | -------- | ---------- | ------------- | ---------- | ----- |
| Étape 1 | 20 août | SS1  | 9 h 43  | Ruwertal - Fell 1        | 23,90 km | 1er        | 13 min 54 s 2 | 106,5 km/h | 1er   |
| Étape 1 | 20 août | SS2  | 10 h 46 | Grafschaft Veldenz 1     | 23,20 km | 1er        | 13 min 29 s 5 | 103,2 km/h | 1er   |
| Étape 1 | 20 août | SS3  | 11 h 34 | Moselland 1              | 19,20 km | 1er        | 12 min 06 s 8 | 95,1 km/h  | 1er   |
| Étape 1 | 20 août | SS4  | 14 h 37 | Ruwertal - Fell 2        | 23,90 km | 2e         | 13 min 53 s 5 | 103,2 km/h | 1er   |
| Étape 1 | 20 août | SS5  | 15 h 40 | Grafschaft Veldenz 2     | 23,20 km | 1er        | 13 min 26 s 5 | 103,6 km/h | 1er   |
| Étape 1 | 20 août | SS6  | 16 h 25 | Moselland 2              | 19,20 km | 2e         | 12 min 02 s 0 | 95,7 km/h  | 1er   |
| Étape 2 | 21 aoû  | SS7  | 7 h 48  | Hermeskeil - Gusenburg 1 | 11,50 km | 1er        | 6 min 11 s 5  | 111,4 km/h | 1er   |
| Étape 2 | 21 aoû  | SS8  | 8 h 31  | St. Wendeler Land 1      | 17,20 km | 2e         | 9 min 13 s 0  | 112,0 km/h | 1er   |
| Étape 2 | 21 aoû  | SS9  | 9 h 04  | Freisen - Westrich 1     | 17,60 km | 1er        | 9 min 55 s 7  | 106,4 km/h | 1er   |
| Étape 2 | 21 aoû  | SS10 | 10 h 30 | Arena Panzerplatte 1     | 48,50 km | 1er        | 27 min 55 s 8 | 104,2 km/h | 1er   |
| Étape 2 | 21 aoû  | SS11 | 14 h 43 | Hermeskeil - Gusenburg 2 | 11,50 km | 2e         | 6 min 12 s 4  | 111,2 km/h | 1er   |
| Étape 2 | 21 aoû  | SS12 | 15 h 26 | St. Wendeler Land 2      | 17,20 km | 2e         | 9 min 13 s 8  | 111,8 km/h | 1er   |
| Étape 2 | 21 aoû  | SS13 | 15 h 59 | Freisen - Westrich 2     | 17,60 km | 2e         | 9 min 59 s 3  | 105,7 km/h | 1er   |
| Étape 2 | 21 aoû  | SS14 | 17 h 25 | Arena Panzerplatte 2     | 48,50 km | 2e         | 27 min 47 s 6 | 104,7 km/h | 1er   |
| Étape 3 | 22 aoû  | SS15 | 7 h 28  | Dhrontal 1               | 22,26 km | 2e         | 14 min 45 s 7 | 90,5 km/h  | 1er   |
| Étape 3 | 22 aoû  | SS16 | 8 h 03  | Moselwein 1              | 18,08 km | 1er        | 10 min 50 s 7 | 100,0 km/h | 1er   |
| Étape 3 | 22 aoû  | SS17 | 10 h 36 | Dhrontal 2               | 22,26 km | 2e         | 14 min 37 s 1 | 91,4 km/h  | 1er   |
| Étape 3 | 22 aoû  | SS18 | 11 h 11 | Moselwein 2              | 18,08 km | 1er        | 10 min 44 s 0 | 101,1 km/h | 1er   |
| Étape 3 | 22 aoû  | SS19 | 13 h 03 | Circus Maximus Trier     | 4,37 km  | 5e         | 3 min 19 s 2  | 79,0 km/h  | 1er   |

### 9th Rally Japan
Dernière manche de la saison située en dehors du continent européen, le rallye du Japon est également la première épreuve sur laquelle Sébastien Loeb pourrait décrocher mathématiquement le titre Pilotes en récoltant pour cela au moins dix-sept points de plus que son compatriote Sébastien Ogier, soit un écart séparant une victoire d'une sixième place,,. Sur un tracé qu'il avoue ne pas apprécier particulièrement, l'Alsacien subit le handicap de sa position d'ouvreur et se retrouve contraint de balayer la piste pour ses adversaires. Sixième et cumulant un retard de près d'une minute au soir de la première étape sur le leader Petter Solberg, il indique ne pas comprendre totalement son manque de rythme, pointant du doigt à la fois un manque de feeling ainsi que le Set-Up de sa voiture : « Le balayage n'explique pas la totalité de notre retard ! Je ne sais pas dire si cela vient de moi qui n'était pas encore dans le rythme ou des réglages de la voiture qui ne sont pas parfaits. J'avais le sentiment de ne pas avoir de grip dans les virages rapides : difficile de faire des temps ! L'équipe a trouvé une faiblesse sur un amortisseur à l'assistance : cela pourrait expliquer mon manque de feeling. J'essaie d'attaquer au maximum, j'ai l'impression de bien conduire et je me sens bien avec la voiture. Pourtant, je vois inexorablement mon retard augmenter. »,. Loeb parvient à reprendre près d'une vingtaine de secondes sur les pilotes de tête dans la boucle matinale de la deuxième étape avant de subir un choc affectant le fonctionnement du différentiel avant lors du deuxième passage de Sikot. Estimant être désormais trop distancé dans la lutte pour les places d'honneur, il indique se contenter de marquer un maximum de points : « Par rapport à vendredi, nous n'avons plus le handicap d'ouvrir la route. Nous sommes de retour parmi les plus rapides, mais les autres sont vraiment déchaînés et ils n'ont pas grand-chose à perdre ! Cet après-midi nous avons perdu une dizaine de secondes dans la longue spéciale. Nous avons pris un choc dans la direction et cela a eu pour conséquence d'affecter le fonctionnement du différentiel avant. Ça ne change pas le cours du rallye et je suis maintenant concentré sur la conquête de points… »,. L'Alsacien signera trois temps scratchs lors de la dernière journée de course avant d'hériter de la cinquième place finale au détriment de Mikko Hirvonen, victime de problèmes de transmission : « Je n'ai pas été en mesure de me battre pour la victoire, mais je me contente de ces dix points. Quarante-trois points d'avance avec trois rallyes restant à disputer, c'est une situation toujours confortable. Les calculs seront simples pour le rallye de France, puisque je serai titré si je m'impose, quel que soit le résultat de mes poursuivants ! ». L'épreuve est remportée par son coéquipier Sébastien Ogier, le Gapençais étant parvenu à prendre le dessus sur Solberg en profitant d'un ordre de départ plus favorable et à un problème de direction du Norvégien,.
| Étape   | Jour   | E.S. | Heure   | Nom           | Distance | Clas. Spé. | Temps         | Vit. Moy.  | Clas. |
| ------- | ------ | ---- | ------- | ------------- | -------- | ---------- | ------------- | ---------- | ----- |
| Étape 1 | 9 sep  | SS1  | 18 h 40 | SSS Sapporo 1 | 1,57 km  | 5e         | 1 min 22 s 9  | 68,2 km/h  | 5e    |
| Étape 1 | 9 sep  | SS2  | 18 h 52 | SSS Sapporo 2 | 1,57 km  | 4e         | 1 min 22 s 7  | 68,3 km/h  | 6e    |
| Étape 1 | 10 sep | SS3  | 10 h 23 | Iwanke 1      | 26,92 km | 6e         | 16 min 45 s 4 | 96,4 km/h  | 6e    |
| Étape 1 | 10 sep | SS4  | 11 h 27 | Kamuycep 1    | 27,76 km | 7e         | 16 min 03 s 9 | 103,7 km/h | 6e    |
| Étape 1 | 10 sep | SS5  | 12 h 15 | Kina 1        | 3,55 km  | 5e         | 1 min 57 s 8  | 108,5 km/h | 6e    |
| Étape 1 | 10 sep | SS6  | 15 h 03 | Iwanke 2      | 26,92 km | 5e         | 16 min 22 s 1 | 98,7 km/h  | 6e    |
| Étape 1 | 10 sep | SS7  | 16 h 07 | Kamuycep 2    | 27,76 km | 5e         | 15 min 44 s 5 | 105,8 km/h | 6e    |
| Étape 1 | 10 sep | SS8  | 16 h 55 | Kina 2        | 3,55 km  | 4e         | 1 min 57 s 8  | 108,5 km/h | 6e    |
| Étape 1 | 10 sep | SS9  | 18 h 34 | SSS Sapporo 3 | 1,57 km  | 1er        | 1 min 24 s 5  | 66,9 km/h  | 6e    |
| Étape 1 | 10 sep | SS10 | 18 h 46 | SSS Sapporo 4 | 1,57 km  | 2e         | 1 min 24 s 1  | 67,2 km/h  | 6e    |
| Étape 2 | 11 sep | SS11 | 10 h 28 | Nikara 1      | 17,68 km | 4e         | 9 min 40 s 8  | 109,6 km/h | 6e    |
| Étape 2 | 11 sep | SS12 | 11 h 26 | Sikot 1       | 33,76 km | 2e         | 21 min 04 s 6 | 96,1 km/h  | 6e    |
| Étape 2 | 11 sep | SS13 | 12 h 22 | Koyka 1       | 9,55 km  | 3e         | 5 min 36 s 3  | 102,2 km/h | 6e    |
| Étape 2 | 11 sep | SS14 | 15 h 09 | Nikara 2      | 17,68 km | 5e         | 9 min 32 s 4  | 111,2 km/h | 6e    |
| Étape 2 | 11 sep | SS15 | 16 h 07 | Sikot 2       | 33,76 km | 6e         | 20 min 41 s 4 | 97,9 km/h  | 6e    |
| Étape 2 | 11 sep | SS16 | 17 h 03 | Koyka 2       | 9,55 km  | 2e         | 5 min 33 s 4  | 103,1 km/h | 6e    |
| Étape 2 | 11 sep | SS17 | 18 h 33 | SSS Sapporo 5 | 1,57 km  | 4e         | 1 min 25 s 2  | 66,3 km/h  | 6e    |
| Étape 2 | 11 sep | SS18 | 18 h 45 | SSS Sapporo 6 | 1,57 km  | 2e         | 1 min 24 s 2  | 67,1 km/h  | 6e    |
| Étape 3 | 12 sep | SS19 | 7 h 31  | Bisan 1       | 4,71 km  | 1er        | 2 min 27 s 7  | 114,8 km/h | 6e    |
| Étape 3 | 12 sep | SS20 | 8 h 13  | Naekawa 1     | 17,86 km | 5e         | 14 min 37 s 0 | 73,3 km/h  | 6e    |
| Étape 3 | 12 sep | SS21 | 9 h 37  | Sunagawa 1    | 3,70 km  | 1er        | 2 min 39 s 7  | 83,4 km/h  | 6e    |
| Étape 3 | 12 sep | SS22 | 10 h 12 | Bisan 2       | 4,71 km  | 2e         | 2 min 27 s 2  | 115,2 km/h | 6e    |
| Étape 3 | 12 sep | SS23 | 10 h 54 | Naekawa 2     | 17,86 km | 4e         | 14 min 19 s 0 | 74,8 km/h  | 5e    |
| Étape 3 | 12 sep | SS24 | 11 h 58 | Sunagawa 2    | 3,70 km  | 1er        | 2 min 36 s 3  | 85,2 km/h  | 5e    |
| Étape 3 | 12 sep | SS25 | 14 h 00 | SSS Sapporo 7 | 1,57 km  | 3e         | 1 min 24 s 3  | 67,0 km/h  | 5e    |
| Étape 3 | 12 sep | SS26 | 14 h 12 | SSS Sapporo 8 | 1,57 km  | 5e         | 1 min 24 s 5  | 66,9 km/h  | 5e    |

### Crédit Mutuel Rallye de France – Alsace 2010
Cette saison marque l'éviction prolongée du Tour de Corse, épreuve historique du championnat WRC, remplacé par la première édition du rallye de France-Alsace en tant que manche française du calendrier mondial à la suite d'un appel d'offres lancé par la FFSA. Détenteur de quarante-trois points d'avance sur son compatriote Sébastien Ogier, Sébastien Loeb n'a besoin que d'une sixième place pour décrocher un septième titre consécutif dans sa région natale et prend le parti de s'isoler des diverses sollicitations afin de ne pas se retrouver submergé par l’événement. Auteur des quatre temps scratchs au programme de la première boucle matinale, il entame sa course sur un rythme offensif et construit un écart de plus de quinze secondes sur les Citroën C4 WRC d'Ogier, Solberg et Sordo à l'assistance de mi-journée. Les conditions météorologiques humides rendent le bitume glissant et boueux à l'approche des deuxièmes passages. L'Alsacien assure ses trajectoires dans les secteurs à risques et continue d'accroître son avance, son plus proche poursuivant, Dani Sordo, étant relégué à plus de vingt secondes au soir de la première étape : « Ça a été une bonne journée. Mais c'était très piégeur avec beaucoup de boue. J'ai été prudent en fin de journée. Pour le reste, tout s'est bien déroulé. Je suis content d'en terminer car les conditions étaient vraiment difficiles. »,,. Le revêtement asphalte des spéciales demeure significativement détrempé le lendemain. Loeb poursuit son effort tout en limitant son niveau d'attaque dans les portions piégeuses. Le tournant du rallye a finalement lieu dans le premier passage de Pays d´Ormont, considéré comme le juge de paix, dans lequel l'Alsacien signe le scratch et double son avance sur Sordo au classement général. La boue ramenée sur la route lors de la première boucle rend les secteurs de l'après-midi encore plus dangereux et provoque plusieurs accidents dont celui de Sébastien Ogier, contraint à l'abandon. Estimant détenir une avance confortable, le champion du monde bride son rythme en se calant sur les temps intermédiaires de ses adversaires directs : « Les conditions étaient vraiment très piégeuses mais nous avions le bon rythme. Nous avons maintenu l’écart. Avec quarante secondes d’avance avant la dernière étape, ça s’annonce bien… »,,. Amputée d'une spéciale en raison d'un trop grand nombre de spectateurs le long des routes, la courte dernière journée de course traverse en partie Haguenau, la ville natale de Sébastien Loeb. Usant toujours de prudence, il parcourt les derniers kilomètres sans encombre et remporte la soixantième victoire de sa carrière, synonyme de septième couronne mondiale consécutive, tout en dépassant la barre des mille points marqués en carrière : « Mon premier titre mondial restera sans doute le plus beau à mes yeux, mais celui-ci gardera une place particulière dans mon cœur. Nous l’avons conquis à l’issue d’une course terriblement difficile. C’est tout simplement énorme de franchir la ligne d’arrivée dans ma ville natale. C’était vraiment hallucinant de voir autant de monde, je crois que nous n’avions jamais vu autant de spectateurs sur un rallye ! ». La marque aux chevrons remporte quant à elle le titre Constructeurs pour la sixième fois et signe un nouveau triplé grâce aux places d'honneur occupées par Dani Sordo et Petter Solberg,,,,,.
| Étape   | Jour    | E.S. | Heure   | Nom                 | Distance | Clas. Spé.       | Temps            | Vit. Moy.        | Clas. |
| ------- | ------- | ---- | ------- | ------------------- | -------- | ---------------- | ---------------- | ---------------- | ----- |
| Étape 1 | 1er oct | SS1  | 8 h 43  | Hohlandsbourg 1     | 9,90 km  | 1er              | 5 min 18 s 0     | 112,1 km/h       | 1er   |
| Étape 1 | 1er oct | SS2  | 9 h 01  | Firstplan 1         | 16,58 km | 1er              | 8 min 20 s 3     | 119,3 km/h       | 1er   |
| Étape 1 | 1er oct | SS3  | 9 h 39  | Vallée de Munster 1 | 22,33 km | 1er              | 11 min 14 s 6    | 119,2 km/h       | 1er   |
| Étape 1 | 1er oct | SS4  | 11 h 02 | Grand Ballon 1      | 24,12 km | 1er              | 13 min 50 s 7    | 104,5 km/h       | 1er   |
| Étape 1 | 1er oct | SS5  | 14 h 05 | Hohlandsbourg 2     | 9,90 km  | 5e               | 5 min 31 s 8     | 107,4 km/h       | 1er   |
| Étape 1 | 1er oct | SS6  | 14 h 23 | Firstplan 2         | 16,58 km | 1er              | 8 min 25 s 1     | 118,2 km/h       | 1er   |
| Étape 1 | 1er oct | SS7  | 15 h 01 | Vallée de Munster 2 | 22,33 km | 2e               | 11 min 14 s 6    | 119,2 km/h       | 1er   |
| Étape 1 | 1er oct | SS8  | 16 h 24 | Grand Ballon 2      | 24,12 km | 2e               | 14 min 32 s 7    | 99,5 km/h        | 1er   |
| Étape 2 | 2 oct   | SS9  | 8 h 28  | Klevener 1          | 10,54 km | 1er              | 6 min 25 s 2     | 98,5 km/h        | 1er   |
| Étape 2 | 2 oct   | SS10 | 8 h 57  | Ungersberg 1        | 15,50 km | 2e               | 9 min 21 s 1     | 99,4 km/h        | 1er   |
| Étape 2 | 2 oct   | SS11 | 10 h 05 | Pays d´Ormont 1     | 35,48 km | 1er              | 19 min 39 s 7    | 108,3 km/h       | 1er   |
| Étape 2 | 2 oct   | SS12 | 11 h 03 | Salm 1              | 13,09 km | 3e               | 7 min 25 s 6     | 105,8 km/h       | 1er   |
| Étape 2 | 2 oct   | SS13 | 14 h 16 | Klevener 2          | 10,54 km | 2e               | 6 min 22 s 5     | 99,2 km/h        | 1er   |
| Étape 2 | 2 oct   | SS14 | 14 h 45 | Ungersberg 2        | 15,50 km | 4e               | 9 min 39 s 0     | 96,4 km/h        | 1er   |
| Étape 2 | 2 oct   | SS15 | 15 h 53 | Pays d´Ormont 2     | 35,48 km | 4e               | 21 min 39 s 0    | 98,3 km/h        | 1er   |
| Étape 2 | 2 oct   | SS16 | 16 h 51 | Salm 2              | 13,09 km | 4e               | 7 min 39 s 3     | 102,6 km/h       | 1er   |
| Étape 3 | 3 oct   | SS17 | 8 h 23  | Haguenau 1          | 4,20 km  | 4e               | 3 min 14 s 6     | 77,7 km/h        | 1er   |
| Étape 3 | 3 oct   | SS18 | 9 h 32  | Bitche Camp 1       | 24,70 km | 2e               | 12 min 38 s 8    | 117,2 km/h       | 1er   |
| Étape 3 | 3 oct   | SS19 | 12 h 10 | Bitche Camp 2       | 24,70 km | Spéciale annulée | Spéciale annulée | Spéciale annulée | 1er   |
| Étape 3 | 3 oct   | SS20 | 13 h 28 | Haguenau 2          | 4,20 km  | 8e               | 3 min 16 s 7     | 76,9 km/h        | 1er   |

### 46º RallyRACC Catalunya – Costa Daurada
Le format du rallye de Catalogne connaît cette année-là un bouleversement radical avec l'adoption par les organisateurs d'un profil mixte terre/asphalte. Il tranche également avec les autres épreuves de ce type, ressuscitées depuis la saison précédente, en accordant aux différentes écuries une assistance prolongée au soir de la première étape disputée entièrement sur terre afin de procéder à la reconfiguration complète des différentes voitures pour les spécificités des surfaces goudronnées à suivre. Leader du classement mondial, Sébastien Loeb écope du rôle d'ouvreur sur les spéciales terre mais une légère humidité matinale lui permet de bénéficier d'un handicap moindre au niveau du balayage. Il signe le premier temps scratch et s'empare de la tête dès le coup d'envoi puis maintient une avance d'environ dix secondes sur ses adversaires avant l'assistance de mi-journée. Les deuxièmes passages se révèlent plus pénalisants pour le champion du monde en raison de l'assèchement des routes. Il parvient à contrôler la remontée de son coéquipier Sébastien Ogier au prix d'un rythme agressif et conserve les commandes du rallye pour quatre secondes au soir de la première étape : « Le bilan de la journée est très positif, car nous pensions concéder beaucoup de temps sur la terre. Les écarts se sont resserrés au cours de l’après-midi, mais nous avons réussi à conserver la tête. Nous allons pouvoir aborder la seconde étape sereinement. Sur l’asphalte, les conditions de route sont quasiment similaires pour les trois ou quatre premiers, mais c’est quand même un peu mieux d’être premier ! Malgré le manque d’enjeu de ce rallye, je suis bien décidé à jouer la victoire. »,,. Évoluant désormais sur sa surface de prédilection, l'Alsacien s'impose dans tous les secteurs de la boucle matinale au programme de la deuxième étape. Tentant de suivre le rythme imposé par son aîné, Ogier part à la faute dans La Mussara en heurtant un mur de pierre après avoir mal négocié un virage en épingle. Désormais titulaire d'une avance supérieure à quarante secondes sur son plus proche poursuivant, Petter Solberg, Loeb décide de limiter la prise de risques et de caler son rythme sur celui du pilote norvégien : « C'était une bonne journée et on a une bonne avance. On s'est bien amusé dans les spéciales mais on n'a pas pris de gros risques. »,. Il parcourt la dernière journée de course sur un rythme prudent et rejoint l'arrivée sans commettre d'erreur pour s'imposer. Cette sixième victoire consécutive en Catalogne lui permet de graver dans le marbre l'invincibilité de la Citroën C4 WRC sur l'asphalte mondial pour sa dernière apparition sur cette surface : « Ça fait un petit pincement au cœur, car cette voiture nous a apporté beaucoup de bonheur, sur toutes les surfaces. En comptant les Monte-Carlo, nous avons remporté les quinze rallyes asphalte disputés ces quatre dernières années. Ce week-end, nous n'avions pas de calculs à faire et c'était nettement plus facile que lors des derniers rallyes. »,.
| Étape   | Jour   | E.S. | Heure   | Nom                | Distance | Clas. Spé. | Temps         | Vit. Moy.  | Clas. |
| ------- | ------ | ---- | ------- | ------------------ | -------- | ---------- | ------------- | ---------- | ----- |
| Étape 1 | 22 oct | SS1  | 8 h 53  | Terra Alta 1       | 35,94 km | 1er        | 24 min 17 s 2 | 88,8 km/h  | 1er   |
| Étape 1 | 22 oct | SS2  | 9 h 51  | La Ribera d'Ebre 1 | 14,97 km | 3e         | 11 min 20 s 3 | 79,2 km/h  | 1er   |
| Étape 1 | 22 oct | SS3  | 10 h 34 | Les Garrigues 1    | 12,07 km | 1er        | 7 min 22 s 9  | 98,1 km/h  | 1er   |
| Étape 1 | 22 oct | SS4  | 14 h 47 | Terra Alta 2       | 35,94 km | 4e         | 23 min 50 s 9 | 90,4 km/h  | 1er   |
| Étape 1 | 22 oct | SS5  | 15 h 45 | La Ribera d'Ebre 2 | 14,97 km | 3e         | 11 min 09 s 7 | 80,5 km/h  | 1er   |
| Étape 1 | 22 oct | SS6  | 16 h 28 | Les Garrigues 2    | 12,07 km | 1er        | 7 min 25 s 8  | 97,5 km/h  | 1er   |
| Étape 2 | 23 oct | SS7  | 9 h 59  | Santa Marina 1     | 26,51 km | 1er        | 15 min 40 s 8 | 101,4 km/h | 1er   |
| Étape 2 | 23 oct | SS8  | 11 h 17 | La Mussara 1       | 20,48 km | 1er        | 11 min 08 s 7 | 110,3 km/h | 1er   |
| Étape 2 | 23 oct | SS9  | 12 h 07 | Riudecanyes 1      | 16,32 km | 1er        | 10 min 22 s 7 | 94,4 km/h  | 1er   |
| Étape 2 | 23 oct | SS10 | 14 h 11 | Santa Marina 2     | 26,51 km | 4e         | 15 min 48 s 2 | 100,6 km/h | 1er   |
| Étape 2 | 23 oct | SS11 | 15 h 29 | La Mussara 2       | 20,48 km | 1er        | 11 min 09 s 7 | 110,1 km/h | 1er   |
| Étape 2 | 23 oct | SS12 | 16 h 34 | Riudecanyes 2      | 16,32 km | 2e         | 10 min 25 s 0 | 94,0 km/h  | 1er   |
| Étape 3 | 24 oct | SS13 | 8 h 40  | El Priorat 1       | 42,04 km | 2e         | 23 min 49 s 4 | 105,9 km/h | 1er   |
| Étape 3 | 24 oct | SS14 | 10 h 09 | La Serra d'Almos 1 | 4,11 km  | 4e         | 2 min 37 s 6  | 93,9 km/h  | 1er   |
| Étape 3 | 24 oct | SS15 | 12 h 30 | El Priorat 2       | 42,04 km | 5e         | 23 min 52 s 5 | 105,7 km/h | 1er   |
| Étape 3 | 24 oct | SS16 | 13 h 59 | La Serra d'Almos 2 | 4,11 km  | 6e         | 2 min 38 s 3  | 93,5 km/h  | 1er   |

### 66th Wales Rally GB
Le traditionnel rallye de Grande-Bretagne marque la clôture du championnat ainsi que la fin de l'ère des moteurs 2 L Turbo en WRC, synonyme de dernière apparition mondiale pour toutes les voitures équipées de telles cylindrées, au premier rang desquels la Citroën C4 WRC et la Ford Focus WRC,,. Vainqueur de la Super-Spéciale d'ouverture, Sébastien Loeb limite la prise de risques dans les premiers secteurs significatifs en raison d'un grip inconstant et de l'adhérence précaire typique des pistes galloises. Il subit sa position d'ouvreur à l'entame des deuxièmes passages en raison des ornières saturées d'eau mais parvient à se maintenir dans le quatuor de tête aux côtés de Jari-Matti Latvala, Petter Solberg et Sébastien Ogier, tous restreints dans un intervalle de huit secondes. Il achève la première étape en s'emparant des commandes sur le fil dans la dernière spéciale du jour après avoir signé deux scratchs consécutifs, Latvala ayant quant à lui abandonné la lutte sur une bosse mal négociée : « Cet après-midi, c'était un peu compliqué, parce qu'il a plu très fort. Il y avait beaucoup d'eau dans les rails du premier tour, ce n'était pas évident. On a perdu du temps dans la première, puis on s'est rattrapés dans les deux autres. C'est très serré, mais ce qui est pris est pris. »,,. Ogier est le second pilote à lâcher prise, parti à la faute dès l'entame de la deuxième étape. Seuls rescapés dans la course à la victoire, Loeb et Solberg se partagent la totalité des scratchs au programme et reprennent tour à tour la tête du général, remémorant ainsi leur duel de 2003. Les conditions continuent de se dégrader au fil de la journée. L'Alsacien manque un carrefour dans le premier passage de Monument Hill avant de répliquer par un écart de huit secondes dans le secteur suivant. Il s'impose pour quelques dixièmes dans quatre des cinq spéciales au programme de la deuxième boucle et rejoint le parc fermé en tête avec une avance inférieure à cinq secondes sur le Norvégien : « C'était mouvementé ce matin et au final on a toujours le même écart avec Petter. Il veut vraiment gagner, ça fait une belle bagarre. J'essaie d'attaquer fort, on est à la limite. Je n'ai pas envie de me mettre dehors à fond de six, mais on roule quand même bien libérés. »,,. Le champion du monde poursuit son effort dans la dernière journée de course et triple sa marge à l'issue des deux premières spéciales dont il signe le scratch. Peu en confiance en raison des conditions piégeuses, Solberg lâche plusieurs secondes dans Margam Park après avoir heurté une pierre alors qu'il pointait en tête dans les temps intermédiaires. Loeb réduit la prise de risques en abordant la dernière boucle, se contentant de contrôler l'écart avec son adversaire, avant de s'imposer pour la troisième année consécutive en terre galloise, mettant ainsi un point d'honneur à conclure la carrière mondiale de la Citroën C4 WRC par une trente-sixième victoire : « Je voulais vraiment gagner cette dernière course de la C4, parce que j'ai beaucoup de bons souvenirs avec cette voiture. Je suis heureux, et soulagé, parce que c'était une bagarre très intense. Petter était très rapide, il attaquait très fort et je sais qu'il n'abandonne jamais. ». La marque aux chevrons profite également de l'occasion pour faire don du châssis victorieux à son pilote vedette,,.
| Étape   | Jour   | E.S. | Heure   | Nom                 | Distance | Clas. Spé. | Temps         | Vit. Moy.  | Clas. |
| ------- | ------ | ---- | ------- | ------------------- | -------- | ---------- | ------------- | ---------- | ----- |
| Étape 1 | 11 nov | SS1  | 19 h 30 | Cardiff Bay 1       | 1,70 km  | 1er        | 1 min 16 s 1  | 80,4 km/h  | 1er   |
| Étape 1 | 12 nov | SS2  | 9 h 38  | Hafren 1            | 31,99 km | 3e         | 18 min 47 s 4 | 102,2 km/h | 3e    |
| Étape 1 | 12 nov | SS3  | 10 h 19 | Sweet Lamb 1        | 4,26 km  | 1er        | 2 min 54 s 4  | 87,9 km/h  | 1er   |
| Étape 1 | 12 nov | SS4  | 10 h 37 | Myherin 1           | 27,88 km | 2e         | 15 min 36 s 5 | 107,2 km/h | 2e    |
| Étape 1 | 12 nov | SS5  | 13 h 51 | Hafren 2            | 31,99 km | 4e         | 18 min 46 s 6 | 102,2 km/h | 4e    |
| Étape 1 | 12 nov | SS6  | 14 h 32 | Sweet Lamb 2        | 4,26 km  | 1er        | 2 min 57 s 1  | 86,6 km/h  | 2e    |
| Étape 1 | 12 nov | SS7  | 14 h 50 | Myherin 2           | 27,88 km | 1er        | 15 min 16 s 5 | 109,5 km/h | 1er   |
| Étape 2 | 13 nov | SS8  | 9 h 03  | Radnor 1            | 14,78 km | 3e         | 7 min 33 s 6  | 117,3 km/h | 2e    |
| Étape 2 | 13 nov | SS9  | 10 h 19 | Monument Hill 1     | 10,14 km | 2e         | 5 min 49 s 4  | 104,5 km/h | 2e    |
| Étape 2 | 13 nov | SS10 | 10 h 43 | Four Ways Crychan 1 | 25,14 km | 1er        | 13 min 48 s 7 | 109,2 km/h | 1er   |
| Étape 2 | 13 nov | SS11 | 11 h 22 | Halfway 1           | 18,37 km | 3e         | 10 min 31 s 0 | 104,8 km/h | 1er   |
| Étape 2 | 13 nov | SS12 | 14 h 07 | Radnor 2            | 14,78 km | 1er        | 7 min 22 s 3  | 120,3 km/h | 1er   |
| Étape 2 | 13 nov | SS13 | 15 h 23 | Monument Hill 2     | 10,14 km | 1er        | 5 min 46 s 0  | 105,5 km/h | 1er   |
| Étape 2 | 13 nov | SS14 | 15 h 47 | Four Ways Crychan 2 | 25,14 km | 1er        | 14 min 04 s 9 | 107,1 km/h | 1er   |
| Étape 2 | 13 nov | SS15 | 16 h 26 | Halfway 2           | 18,37 km | 2e         | 10 min 38 s 0 | 103,7 km/h | 1er   |
| Étape 2 | 13 nov | SS16 | 18 h 34 | Cardiff Bay 2       | 1,70 km  | 1er        | 1 min 15 s 5  | 81,1 km/h  | 1er   |
| Étape 3 | 14 nov | SS17 | 7 h 47  | Resolfen 1          | 29,99 km | 1er        | 15 min 57 s 8 | 112,7 km/h | 1er   |
| Étape 3 | 14 nov | SS18 | 9 h 05  | Margam Park 1       | 8,08 km  | 1er        | 5 min 06 s 2  | 95,0 km/h  | 1er   |
| Étape 3 | 14 nov | SS19 | 12 h 12 | Resolfen 2          | 29,99 km | 4e         | 16 min 11 s 2 | 111,2 km/h | 1er   |
| Étape 3 | 14 nov | SS20 | 13 h 30 | Margam Park 2       | 8,08 km  | 4e         | 5 min 14 s 8  | 92,4 km/h  | 1er   |

### Bilan de la saison
Pour sa dernière saison au volant de la Citroën C4 WRC, Sébastien Loeb décrocha un septième titre mondial consécutif, égalant la performance établi par Michael Schumacher en Formule 1 faisant jusqu'alors figure de référence dans le sport automobile. Arborant un bilan de huit victoires et douze podiums sur les treize manches du calendrier, sans abandon ni recours au Super Rally, il échappa aux coups du sort qui ponctuèrent la quête de son sacre précédent et fit preuve d'une régularité manifeste. Toujours handicapé face à ses adversaires par la nouvelle réglementation définissant les ordres de passage en spéciales, il rencontra quelques déconvenues sur certaines épreuves terre mais su tirer profit du nouveau barème de points régissant le classement mondial. Il obtint ainsi sa nouvelle couronne dans sa région natale à deux rallyes de la fin du championnat et construisit un écart final équivalent à plus de quatre victoires sur son dauphin Jari-Matti Latvala. Il permit enfin à Citroën de remporter pour la sixième fois le titre Constructeurs avec l'aide de ses coéquipiers Dani Sordo et Sébastien Ogier.
| #     | Rallye                     | Surface              | Départ | Victoire | Podium | Abandon | Points | E.S. Prog. | E.S. Clas. | E.S. Dép. | Scratchs | %Scratchs | E.S. Tête | %E.S. Tête | Clas. |
| ----- | -------------------------- | -------------------- | ------ | -------- | ------ | ------- | ------ | ---------- | ---------- | --------- | -------- | --------- | --------- | ---------- | ----- |
| 1     | Rallye de Suède            | Terre enneigée       | ●      |          | ●      |         | 18     | 21         | 21         | 21        | 7        | 33,33%    | 3         | 14,29%     | 2e    |
| 2     | Rallye du Mexique          | Terre rapide         | ●      | ●        | ●      |         | 25     | 22         | 22         | 21        | 8        | 38,10%    | 12        | 54,55%     | 1er   |
| 3     | Rallye de Jordanie         | Terre abrasive       | ●      | ●        | ●      |         | 25     | 21         | 21         | 21        | 9        | 42,86%    | 11        | 52,38%     | 1er   |
| 4     | Rallye de Turquie          | Mixte Terre/Asphalte | ●      | ●        | ●      |         | 25     | 23         | 23         | 21        | 7        | 33,33%    | 9         | 39,13%     | 1er   |
| 5     | Rallye de Nouvelle-Zélande | Terre rapide         | ●      |          | ●      |         | 15     | 21         | 21         | 21        | 9        | 42,86%    | 1         | 4,76%      | 3e    |
| 6     | Rallye du Portugal         | Terre abrasive       | ●      |          | ●      |         | 18     | 18         | 18         | 18        | 8        | 44,44%    | 0         | 0,00%      | 2e    |
| 7     | Rallye de Bulgarie         | Asphalte             | ●      | ●        | ●      |         | 25     | 14         | 14         | 13        | 5        | 38,46%    | 14        | 100,00%    | 1er   |
| 8     | Rallye de Finlande         | Terre rapide         | ●      |          | ●      |         | 15     | 19         | 19         | 19        | 5        | 26,32%    | 0         | 0,00%      | 3e    |
| 9     | Rallye d'Allemagne         | Asphalte             | ●      | ●        | ●      |         | 25     | 19         | 19         | 19        | 9        | 47,37%    | 19        | 100,00%    | 1er   |
| 10    | Rallye du Japon            | Terre rapide         | ●      |          |        |         | 10     | 26         | 26         | 26        | 4        | 15,38%    | 0         | 0,00%      | 5e    |
| 11    | Rallye de France-Alsace    | Asphalte             | ●      | ●        | ●      |         | 25     | 20         | 20         | 19        | 7        | 36,84%    | 20        | 100,00%    | 1er   |
| 12    | Rallye de Catalogne        | Mixte Terre/Asphalte | ●      | ●        | ●      |         | 25     | 16         | 16         | 16        | 7        | 43,75%    | 16        | 100,00%    | 1er   |
| 13    | Rallye de Grande-Bretagne  | Terre rapide         | ●      | ●        | ●      |         | 25     | 20         | 20         | 20        | 11       | 55,00%    | 14        | 70,00%     | 1er   |
| Total |                            |                      | 13     | 8        | 12     | 0       | 276    | 260        | 260        | 255       | 96       | 37,65%    | 119       | 45,77%     | 1er   |

## 24 Heures du Mans
Un an après avoir occupé pour la première fois le baquet de la Peugeot 908 HDi FAP lors d'une séance d'essais, Sébastien Loeb poursuit sa collaboration avec la marque au Lion en prenant part à une nouvelle session de développement organisée sur le circuit Motorland Aragon en novembre 2009. Un communiqué de presse du constructeur français s'ensuit, indiquant la perspective d'une présence de l'Alsacien au départ de l'édition 2010 des 24 Heures du Mans,. Des sources proches de Red Bull évoquent quelques jours plus tard l'existence d'un projet à l'étude au sein du groupe de boisson énergisante visant à engager l'un des prototypes de Peugeot sur la classique mancelle pourvu d'un équipage composé de Kimi Räikkönen, David Coulthard et du sixtuple champion du monde des rallyes, tous trois sponsorisés par l'entreprise autrichienne. Loeb renonce finalement à cette opportunité en février 2010, invoquant son agenda surchargé imposé par son programme en WRC et le développement de la future Citroën DS3 : « J'ai décidé de ne pas faire Le Mans parce qu'en regardant les plannings, ça faisait trop, je ne pouvais plus rentrer chez moi. Le déclic est venu après le rallye de Suède, quand on a voulu modifier une séance d'essais avec la C4. On ne trouvait plus de jour libre, sauf le seul jour où je rentrais chez moi avant le Mexique. À un moment, il ne faut pas exagérer et si tout devient une contrainte ça ne donne pas envie, parce que ça en fait trop. Avant, c'était différent, je n'avais pas ma fille. Maintenant je pense que pour moi c'est important de la voir de temps en temps »,.

## Championnat de France FFSA GT
Sébastien Loeb profite de la pause estivale instaurée dans le championnat WRC après le rallye du Portugal pour poursuivre sa série de piges annuelles en GT dans le cadre de la Super Série FFSA. Après Albi et Nogaro, l'Alsacien participe cette année-là à l'épreuve se déroulant sur le circuit du Val de Vienne dans le cadre des festivités commémorant le vingtième anniversaire de la piste charentaise. Engagé parmi un total de trente-deux équipages concurrents, il retrouve son ami et mécène de la saison 2000 Jean-Pierre Champeau au volant d'une Ferrari F430 Scuderia de la structure Sport Garage, inscrit dans la catégorie GT3 faisant désormais figure de première division après l'abandon de la classe GT1.
Les deux hommes terminent les deux séances d'essais privés entre la vingt-troisième et la vingt-deuxième place du général. Champeau se classe vingtième de la première session qualificative, à un peu moins de quatre secondes de la pole position de David Hallyday, tandis que Loeb achève la deuxième séance au vingt-et-unième rang sur un écart légèrement inférieur par rapport à la meilleure marque de Renaud Derlot.
Débordé par Gerry Wainwright au départ de la première course, Jean-Pierre Champeau parvient à conserver sa vingtième place en prenant le dessus sur Thierry Prignaud en bout de ligne droite. Il gagne simultanément trois positions dans le milieu du premier tour, profitant des conséquences d'un carambolage impliquant Nicolas Tardif, Patrick Bornhauser et Stéphane Lemeret parmi les pilotes de tête. L'abandon de Thierry Stepec, sur une autre voiture engagée par Sport garage, suivi de l'accrochage entre Gaël Lesoudier et Jean-Claude Lagniez lui permet de se hisser en quatorzième position lors du passage de témoin à Sébastien Loeb. Le champion du monde des rallyes effectue son relais sans encombre et franchit la ligne d'arrivée en conservant son rang.
Avec l'abandon prématuré de Nicolas Tardif et d'Anthony Beltoise en raison des dégâts irréparables provoqués par l'accrochage de la veille impliquant leur Aston Martin DBRS9, Loeb s'élance en vingtième position sur la grille de la deuxième course. L'Alsacien prend le dessus sur son coéquipier Olivier Porta puis sur David Loger en bout de ligne droite. Il entreprend un dépassement mené avec succès sur Fabien Giroix puis gagne une place supplémentaire aux dépens de Julien Briché, victime d'une sortie de piste en évitant un tête-à-queue de Maxime Martin. Grégory Guilvert étant parti à la faute contre un rail peu avant l'ouverture des passages de relais, il se hisse à la quinzième place au moment de céder le volant à Jean-Pierre Champeau. Ce dernier profite des problèmes mécaniques affectant Gaël Lesoudier, Paul Lamic, Éric Debard et Gérard Tonelli. À deux tours de l'arrivée, un accrochage entre Wilfried Merafina et Marc Sourd permettra au duo d'accrocher la neuvième place finale.
| Catégorie | N°      | Équipe                             | Voiture                   | Voiture                   | Équipier             | Équipier             | Équipier             |
| --- | ------- | ---------------------------------- | ------------------------- | ------------------------- | -------------------- | -------------------- | -------------------- |
| GT3 | 24      | Sport Garage                       | Ferrari F430 GT3 Scuderia | Ferrari F430 GT3 Scuderia | Jean-Pierre Champeau | Jean-Pierre Champeau | Jean-Pierre Champeau |
| Date | Heure   | Phase                              | Temps                     | Tours                     | Écart                | Clas. Cat.           | Clas.                |
| 25 juin | 9 h 20  | Essais Privés 1                    | 1 min 41 s 359            | 5                         | +3 s 796             | 19e                  | 22e                  |
| 25 juin | 14 h 20 | Essais Privés 2                    | 1 min 41 s 276            | 4                         | +5 s 020             | 20e                  | 23e                  |
| 26 juin | 10 h 45 | Essais Qualificatifs - Pilotes 1 ‡ | 1 min 39 s 744            | 5                         | +3 s 853             | 19e                  | 20e                  |
| 26 juin | 11 h 30 | Essais Qualificatifs - Pilotes 2   | 1 min 38 s 338            | 2                         | +3 s 540             | 20e                  | 21e                  |
| 26 juin | 17 h 48 | Course 1                           | 1 h 00 min 32 s 341       | 35                        | +1 Tour              | 14e                  | 14e                  |
| 27 juin | 14 h 24 | Course 2                           | 1 h 02 min 07 s 175       | 36                        | +1 min 33 s 977      | 9e                   | 9e                   |
| |         |                                    |                           |                           |                      |                      |                      |
| Légende : ‡ — Cette partie de l'épreuve fut intégralement prise en charge par le coéquipier de Sébastien Loeb. |         |                                    |                           |                           |                      |                      |                      |
| Sources, : |         |                                    |                           |                           |                      |                      |                      |

## International GT Open
Une semaine après sa victoire au rallye de Catalogne, le nouveau septuple champion du monde des rallyes Sébastien Loeb participe sur le circuit de Barcelone à la manche de clôture de la saison d'International GT Open, spin-off du championnat de GT espagnol ayant acquis une dimension européenne. Engagé parmi une liste de trente-huit équipages concurrents, l'Alsacien se retrouve associé à son coéquipier de Citroën Racing Dani Sordo au volant d'une Porsche 997 GT3 R engagée par la structure française Pro GT by Alméras en catégorie GTS.
Absents de la première séance d'essais du jeudi, les deux hommes se classent quatrième de leur catégorie lors de la suivante. Ils achèvent les deux sessions organisées le lendemain en neuvième et troisième position, dominant la totalité des autres pilotes Porsche. Sordo décroche la cinquième place de la première manche qualificative, à un peu plus de deux secondes de la pole position GTS de Marco Frezza, Loeb parvenant quant à lui à se classer sixième de sa session, environ une seconde derrière la meilleure marque de Frédéric Makowiecki.
La première course, d'une durée de soixante-dix minutes, réunit à la fois les équipages des catégories Super GT et GTS. Chargé du premier relais, Dani Sordo parvient à tenir son rang lors du coup d'envoi et gagne deux positions dans les premiers tours en profitant de la sortie de piste d'Álvaro Barba et des ennuis mécaniques d'Emmanuel Collard. À mi-parcours, le passage de témoin à destination de Sébastien Loeb est effectué sans encombre. L'Alsacien entame dès lors une remontée et parvient à prendre le dessus sur Ferrán Monje et Sascha Bert. Il franchira la ligne d'arrivée en cinquième position de sa catégorie derrière quatre Ferrari F430 GT3 qui se révélèrent plus compétitives que les Porsche sur l'ensemble de la saison.
Le lendemain, le champion du monde des rallyes prend le départ de la deuxième manche réunissant uniquement les concurrents GTS sur cinquante minutes. Sa course s'achève au troisième virage lorsqu'il est percuté par Stefano Livio, revenu brusquement sur la piste après être parti en tête-à-queue,.
| Catégorie | N°      | Équipe             | Voiture             | Voiture           | Équipier   | Équipier   | Équipier   |
| --- | ------- | ------------------ | ------------------- | ----------------- | ---------- | ---------- | ---------- |
| GTS | 34      | Pro GT by Alméras  | Porsche 997 GT3 R   | Porsche 997 GT3 R | Dani Sordo | Dani Sordo | Dani Sordo |
| Date | Heure   | Phase              | Temps               | Tours             | Écart      | Clas. Cat. | Clas.      |
| 28 oct | 12 h 20 | Essais Privés 1    | Pas de temps        | 0                 | -          | -          | -          |
| 28 oct | 16 h 50 | Essais Privés 2    | 1 min 52 s 990      | 15                | +4 s 042   | 5e         | 18e        |
| 29 oct | 10 h 40 | Essais Libres 1    | 1 min 53 s 810      | 26                | +3 s 902   | 9e         | 25e        |
| 29 oct | 15 h 10 | Essais Libres 2    | 1 min 51 s 106      | 19                | +1 s 287   | 3e         | 6e         |
| 30 oct | 9 h 55  | Qualifications 1 ‡ | 1 min 50 s 858      | 10                | +3 s 284   | 5e         | 21e        |
| 30 oct | 12 h 10 | Qualifications 2   | 1 min 50 s 415      | 9                 | +3 s 625   | 6e         | 17e        |
| 30 oct | 16 h 10 | Course 1           | 1 h 10 min 47 s 014 | 36                | +1 Tour    | 5e         | 14e        |
| 31 oct | 14 h 05 | Course 2           | Pas de temps        | 0                 | -          | Ab.        | Ab.        |
| |         |                    |                     |                   |            |            |            |
| Légende : ‡ — Cette partie de l'épreuve fut intégralement prise en charge par le coéquipier de Sébastien Loeb. |         |                    |                     |                   |            |            |            |
| Sources, : |         |                    |                     |                   |            |            |            |

## Course des Champions

### Résumé
Absent lors de l'édition précédente, Sébastien Loeb répond cette année-là présent pour une nouvelle participation à la Course des Champions, disputée le dernier week-end de novembre dans l'enceinte de l'Esprit Arena de Düsseldorf. Désormais organisé sur deux jours consécutifs, l'événement prend de l'ampleur en matière de nombre de pilotes inscrits et sépare distinctement les épreuves individuelles de celles par équipes.
Représentant de l'équipe de France lors de la Nations Cup, l'Alsacien assure ce rôle aux côtés du quadruple champion du monde de Formule 1 Alain Prost, les deux hommes intégrant le groupe A des poules qualificatives. Leur premier duel les oppose à l'équipe nordique, symbolisant une union de la Finlande et du Danemark. Au volant d'un Sport-Prototype, Prost perd la première manche pour moins d'une seconde face au pilote de Formule 1 Heikki Kovalainen avant que Loeb ne rétablisse l'égalité sur une Porsche 911 GT3 Cup contre l'octuple vainqueur des 24 Heures du Mans Tom Kristensen. Les deux hommes échouent ensuite chacun dans leur tentative contre l'équipe britannique, Prost face au double champion de BTCC Jason Plato sur une Volkswagen Scirocco, puis Loeb face au triple champion du monde WTCC Andy Priaulx au volant d'une Euro Racecar. Menacés sur le plan comptable, les Français parviennent à sécuriser la deuxième place de leur groupe, synonyme de qualification pour les manches éliminatoires, en venant à bout de l'équipe du Portugal. Alain Prost profite de la sortie de piste du pilote GP2 Álvaro Parente avant que Loeb ne domine le jeune Filipe Albuquerque, inscrit au championnat de GT italien, sur une Audi R8 LMS. Arrivés dans le dernier carré, ils retrouvent l'équipe britannique en demi-finale et perdent une nouvelle fois chacun leur duel, Prost face à Plato et Loeb face à Priaulx, mettant un terme à leur parcours dans la Nations Cup.
Le lendemain, l'Alsacien se voit affecter au groupe A pour le besoin des épreuves individuelles. Il devance Heikki Kovalainen sur le fil lors de son premier duel puis domine le Belge Bertrand Baguette, champion de Formula Renault 3.5 Series, au volant d'une Porsche 911 GT3 Cup. Il remporte une troisième victoire consécutive sur KTM X-Bow contre Jeroen Bleekemolen, double vainqueur de la Porsche Supercup, terminant ainsi premier de son groupe. Il retrouve Tom Kristensen lors des quarts de finale et s'impose de nouveau face au Danois pour moins de deux dixièmes, puis prend sa revanche face à Andy Priaulx lors du tour suivant en battant le Britannique sur Audi R8 LMS. Loeb accède pour la septième fois à la finale individuelle en autant de participations et se retrouve de nouveau opposé au jeune pilote Filipe Albuquerque, qualifié pour l'événement quelques semaines auparavant par le biais d'une sélection européenne. Le Portugais remporte pour un dixième la première manche disputée sur les buggys emblématiques de l'épreuve avant que le septuple champion du monde des rallyes ne parvienne à rétablir l'égalité au score dans la suivante pour deux centièmes au volant d'un KTM X-Bow. Albuquerque décroche finalement son premier titre de Champion des Champions en s'imposant dans le dernier duel sur un écart final toujours serré : « C’était une vraie belle bagarre mais Filippe a été très fort. J’ai fait quelques bonnes manches et je suis arrivé en finale après quelques luttes intéressantes. J’ai tout donné. Ce matin, je n’étais pas si confiant que ça après ce qui s’était passé hier dans la Coupe des Nations lorsque j’ai été battu par Andy Priaulx, mais aujourd'hui, ça allait beaucoup mieux. J’ai remporté toutes mes courses sauf celle qui comptait le plus, la finale. Cependant, je suis sûr que Filipe sera encore là l’année prochaine pour défendre son titre et j’aimerais bien revenir aussi. J’espère que nous pourrons à nouveau nous battre. »,,,.

### Résultats détaillés
| Duel | Événement         | Phase             | Adversaire         | Véhicule            | Temps           | Écart    | Résultat |
| ---- | ----------------- | ----------------- | ------------------ | ------------------- | --------------- | -------- | -------- |
| 1    | Nations Cup       | Poules - Groupe A | Tom Kristensen     | Porsche 911 GT3 Cup | 1 min 10 s 3606 | 1 s 8817 | Victoire |
| 2    | Nations Cup       | Poules - Groupe A | Andy Priaulx       | Euro Racecar        | 1 min 15 s 7884 | 1 s 9789 | Défaite  |
| 3    | Nations Cup       | Poules - Groupe A | Filipe Albuquerque | Audi R8 LMS         | 1 min 13 s 5254 | 0 s 8667 | Victoire |
| 4    | Nations Cup       | Demi-finales      | Andy Priaulx       | Porsche 911 GT3 Cup | 1 min 10 s 0525 | 0 s 6584 | Défaite  |
| 5    | Race of Champions | Poules - Groupe A | Heikki Kovalainen  | Audi R8 LMS         | 1 min 10 s 6248 | 0 s 1495 | Victoire |
| 6    | Race of Champions | Poules - Groupe A | Bertrand Baguette  | Porsche 911 GT3 Cup | 1 min 09 s 6723 | 1 s 5673 | Victoire |
| 7    | Race of Champions | Poules - Groupe A | Jeroen Bleekemolen | KTM X-Bow           | 1 min 14 s 1456 | 1 s 4899 | Victoire |
| 8    | Race of Champions | Quarts de finale  | Tom Kristensen     | ROC Car             | 1 min 14 s 7092 | 0 s 1348 | Victoire |
| 9    | Race of Champions | Demi-finales      | Andy Priaulx       | Audi R8 LMS         | 1 min 09 s 4713 | 1 s 1725 | Victoire |
| 10   | Race of Champions | Finale            | Filipe Albuquerque | ROC Car             | 1 min 12 s 6783 | 0 s 1140 | Défaite  |
| 11   | Race of Champions | Finale            | Filipe Albuquerque | KTM X-Bow           | 1 min 11 s 4592 | 0 s 0235 | Victoire |
| 12   | Race of Champions | Finale            | Filipe Albuquerque | ROC Car             | 1 min 12 s 2498 | 0 s 1827 | Défaite  |